# Hoa hậu Hoàn vũ
Hoa hậu Hoàn vũ (tiếng Anh: Miss Universe) là một trong những cuộc thi sắc đẹp lớn nhất trên thế giới. Cùng với Hoa hậu Thế giới, Hoa hậu Quốc tế và Hoa hậu Trái Đất, Hoa hậu Hoàn vũ là một trong 4 cuộc thi sắc đẹp lớn nhất thế giới, gọi chung là Tứ đại Hoa hậu (Big 4). Cuộc thi được bắt đầu vào năm 1952 do công ty quần áo Pacific Mills ở California sáng lập. Cuộc thi này thuộc về Kayser-Roth, sau đó là của Tập đoàn Gulf và Western, rồi bán lại cho Donald Trump vào năm 1996. Năm 2022, cuộc thi này được bán lại cho tập đoàn truyền thông JKN Global Group (Thái Lan). Cuộc thi được tổ chức bởi Tổ chức Hoa hậu Hoàn vũ (Miss Universe Organization).
Đương kim Hoa hậu Hoàn vũ là Victoria Kjær Theilvig đến từ Đan Mạch, được trao vương miện vào ngày 16 tháng 11 năm 2024 tại Thành phố Mexico, Mexico.

## Lịch sử
Yolande Betbeze, Hoa hậu Mỹ (Miss America) năm 1951 đã từ chối mặc áo tắm của hãng tài trợ Catalina Swimwear. Tập đoàn quần áo Pacific Mills liền quyết định rời bỏ cuộc thi Miss America và lập ra hai cuộc thi sắc đẹp mới là Hoa hậu Mỹ (Miss USA) và cuộc thi Hoa hậu Hoàn vũ. Cuộc thi Hoa hậu Hoàn vũ đầu tiên được tổ chức tại Long Beach, California vào năm 1952. Người chiến thắng của cuộc thi cũng như là Hoa hậu Hoàn vũ đầu tiên trong lịch sử là Armi Kuusela, một cô gái đến từ Phần Lan.
Cuộc thi Hoa hậu Hoàn vũ đầu tiên được phát sóng là vào năm 1955. CBS bắt đầu quảng bá rộng rãi cuộc thi Hoa hậu Hoàn vũ và Hoa hậu Mỹ như 1 cuộc thi duy nhất từ năm 1960, nhưng sau đó được tách rời từ năm 1965. Năm 2003, hãng truyền hình NBC tiếp quản việc phát sóng 2 cuộc thi sắc đẹp này. Đến năm 2015, khi cuộc thi này thuộc về WME/IMG, Fox và Azteca chính thức trở thành đơn vị phát sóng trực tuyến của cuộc thi.
Cuộc thi được tổ chức tại các bang của nước Mỹ từ năm 1952 đến 1971. Sau đó, cuộc thi Hoa hậu Hoàn vũ bắt đầu được tổ chức thay phiên tại nhiều quốc gia trên thế giới.
Năm 2015 có một sự cố hy hữu khi MC chương trình Steve Harvey đọc nhầm tên Hoa hậu Hoàn vũ là đại diện của Colombia trong khi người thắng cuộc lại là đại diện đến từ Phillippines.
Ngày 26 tháng 10 năm 2022, doanh nhân lĩnh vực truyền thông Thái Lan là Anne Jakapong Jakrajutatip đã mua lại cuộc thi Hoa hậu Hoàn vũ. Anne Jakapong Jakrajutatip là Giám đốc điều hành của tập đoàn truyền thông JKN Global Group. Mức giá bán cuối cùng được bán cho JKN Global là 14 triệu USD

## Cuộc thi
Các thí sinh tham dự cuộc thi Hoa hậu Hoàn vũ sẽ phải tham gia nhiều phần thi khác nhau như áo tắm, trang phục dạ hội, trang phục dân tộc, phỏng vấn và các hoạt động xã hội như trình diễn thời trang, làm từ thiện. Không giống cuộc thi Hoa hậu Thế giới và Hoa hậu Trái Đất, Hoa hậu Hoàn vũ không có phần thi tài năng hoặc phần thi tài năng không được chú trọng. Tiền thưởng dành cho Hoa Hậu Hoàn Vũ là 280,000 $.
Tổ chức Hoa hậu Hoàn vũ là tổ chức hiện đang điều hành cuộc thi Hoa hậu Hoàn vũ (Miss Universe). Trụ sở của tổ chức tại New York, tổ chức này thuộc sở hữu của JKN Global Group. Chủ tịch hiện tại là bà Paula Shugart. Tổ chức này có quyền bán bản quyền truyền hình cho các cuộc thi ở các nước khác. Hiện Tổ chức đã không còn sở hữu hai cuộc thi Hoa hậu Mỹ (Miss USA) và Hoa hậu Tuổi Teen Mỹ (Miss Teen USA) nữa. Giám đốc quốc gia mới của hai cuộc thi này là Crystle Stewart, Miss USA 2008.

### Địa điểm
- Từ khi được thành lập vào năm 1952 đến năm 1971, cuộc thi Hoa hậu Hoàn vũ đều được tổ chức trên lãnh thổ lục địa Hoa Kỳ.
- Ngoài nước Mỹ, Mexico là nước nhiều lần tổ chức Hoa hậu Hoàn vũ nhất với tổng số 5 lần tại Acapulca (1978), Cancún (1989), Thành phố Mexico (1993, 2007) và 2024.
- Puerto Rico tổ chức Hoa hậu Hoàn vũ 3 lần vào các năm 1972, 2001 và 2002. Philippines đăng cai tổ chức cuộc thi vào các năm 1974, 1994 và 2016. Thái Lan cũng đã đăng cai cuộc thi ba lần vào các năm 1992, 2005 và 2018 tại Băng Cốc. Bên cạnh đó còn có 2 thành phố đã tổ chức cuộc thi Hoa hậu Hoàn vũ 2 lần là thành phố Panama, Panama và San Salvador, El Salvador và một lần tổ chức tại Việt Nam năm 2008.

### Cách chọn thí sinh
Thông thường, các quốc gia sẽ tổ chức một cuộc thi hoa hậu quốc gia và người chiến thắng của cuộc thi này sẽ đại diện quê hương mình đi tranh tài với đối thủ trên khuôn khổ cuộc thi Hoa hậu Hoàn vũ (Miss Universe Organization).
Những quốc gia thành công nhất ở cuộc thi Hoa hậu Hoàn vũ bao gồm Hoa Kỳ (9 lần), Venezuela (7 lần), Puerto Rico (5 lần) và Philippines (4 lần). Một số quốc gia khác cũng có thành tích khá tốt tại cuộc thi này như Canada, Mexico, Cộng hòa Dominican, Brazil, Thụy Điển, Nhật Bản và Úc. Những quốc gia gần đây nhất mới tham dự là Azerbaijan (2013); Sierra Leone (2016); Campuchia, Lào và Nepal (2017); Armenia, Kyrgyzstan và Mông Cổ (2018), Bangladesh và Guinea Xích Đạo (2019), Cameroon (2020), Bahrain (2021), Bhutan (2022), Pakistan (2023), Hiện nay có hai quốc gia có mặt tại Hoa hậu Hoàn vũ từ năm đầu tiên đến nay là Canada và Pháp (tính tới năm 2023).
Tại một số nước châu Âu, thí sinh 17 tuổi cũng có thể tham gia thi hoa hậu trong khi giới hạn tuổi của cuộc thi Hoa hậu Hoàn vũ quốc tế là 18 tuổi. Do vậy, đã từng có trường hợp một số quốc gia phải cử Á hậu đi thay thế cho các Hoa hậu chưa đủ tuổi.
Bắt đầu từ ấn bản cuộc thi lần thứ 72, các cô gái đã kết hôn hoặc đã sinh con sẽ được phép tham gia cuộc thi. Đây là lần phá lệ đầu tiên của một cuộc thi sắc đẹp truyền thống.

### Vương miện
Bắt đầu từ năm 2002, người chiến thắng Hoa hậu Hoàn vũ sẽ được nhận một chiếc vương miện trong đêm đăng quang được thiết kế bởi nhà thiết kế Mikimoto. Vương miện Mikimoto có giá trị tới 250.000 USD, gồm có 800 viên kim cương 18 cara và 120 viên ngọc trai. Vương miện truyền thống sử dụng trong cuộc thi Hoa hậu hoàn vũ được làm mô phỏng hình dáng chim phượng hoàng. Chiếc vương miện này lại tiếp tục được sử dụng trong 2 năm 2017 và 2018 (Do IMG có một số bất đồng với bên DIC).
Năm 2008, Hoa hậu Hoàn vũ được đăng cai tổ chức tại Việt Nam và một chiếc vương miện kiểu dáng mới, trị giá 120.000 USD do các nghệ nhân Việt Nam thiết kế được sử dụng trong cuộc thi này và được tặng riêng cho tân hoa hậu vào đêm đăng quang.
Năm 2019, một chiếc vương miện mới mang tên Power of Unity (tạm dịch: Sức mạnh của sự đoàn kết) được lấy cảm hứng từ lá thường xuân với các cành lá, hoa vươn dài, đan xen chặt vào nhau tượng trưng cho sự đoàn kết, tương trợ giữa các quốc gia, châu lục được sử dụng. Power of Unity được chế tác bởi Mouawad trị giá 5.000.000 USD. Khung vương miện được chế tác bằng vàng 18 carat và hơn 1.700 viên kim cương được đính kết tỉ mỉ cùng điểm nhấn là viên kim cương vàng 62,83 carat cực quý hiếm có nguồn gốc từ Botswana.

## Các Hoa hậu Hoàn vũ gần đây
| Năm  | Hoa hậu Hoàn vũ        | Quốc gia    | Tuổi | Nơi tổ chức               |
| ---- | ---------------------- | ----------- | ---- | ------------------------- |
| 2025 |                        |             |      | Băng Cốc, Thái Lan        |
| 2024 | Victoria Kjær Theilvig | Đan Mạch    | 21   | Thành phố Mexico, Mexico  |
| 2023 | Sheynnis Palacios      | Nicaragua   | 23   | San Salvador, El Salvador |
| 2022 | R'Bonney Gabriel       | Hoa Kỳ      | 28   | New Orleans, Hoa Kỳ       |
| 2021 | Harnaaz Kaur Sandhu    | Ấn Độ       | 21   | Eilat, Israel             |
| 2020 | Andrea Meza            | Mexico      | 26   | Hollywood, Hoa Kỳ         |
| 2019 | Zozibini Tunzi         | Nam Phi     | 26   | Atlanta, Hoa Kỳ           |
| 2018 | Catriona Gray          | Philippines | 24   | Băng Cốc, Thái Lan        |
| 2017 | Demi-Leigh Nel-Peters  | Nam Phi     | 22   | Las Vegas, Hoa Kỳ         |
| 2016 | Iris Mittenaere        | Pháp        | 24   | Manila, Philippines       |
| 2015 | Pia Wurtzbach          | Philippines | 26   | Las Vegas, Hoa Kỳ         |
| 2014 | Paulina Vega           | Colombia    | 22   | Miami, Hoa Kỳ             |

## Thành tích của các nước
Dưới đây là số lần đăng quang theo quốc gia tính đến năm 2024:

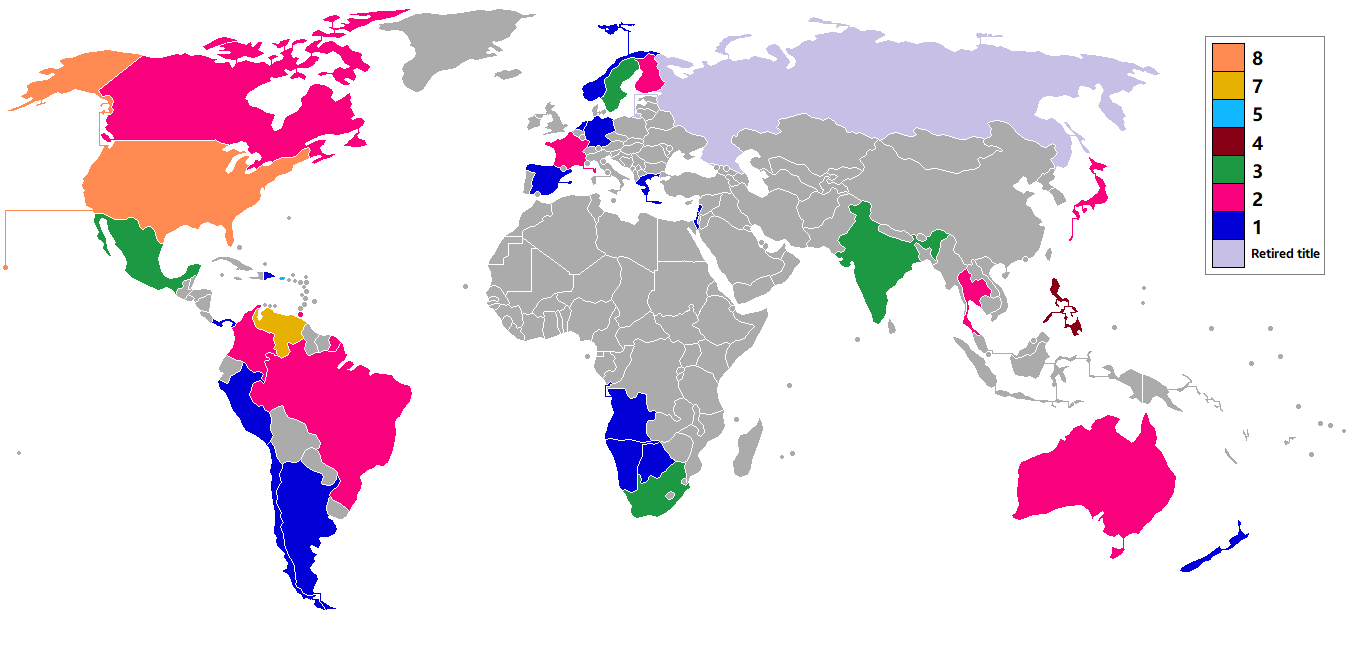
Các quốc gia chiến thắng cuộc thi Hoa hậu Hoàn vũ và số lần chiến thắng.

| Quốc gia/Lãnh thổ  | Số lần | Năm                                                  |
| ------------------ | ------ | ---------------------------------------------------- |
| Hoa Kỳ             | 9      | 1954, 1956, 1960, 1967, 1980, 1995, 1997, 2012, 2022 |
| Venezuela          | 7      | 1979, 1981, 1986, 1996, 2008, 2009, 2013             |
| Puerto Rico        | 5      | 1970, 1985, 1993, 2001, 2006                         |
| Philippines        | 4      | 1969, 1973, 2015, 2018                               |
| Ấn Độ              | 3      | 1994, 2000, 2021                                     |
| Mexico             | 3      | 1991, 2010, 2020                                     |
| Nam Phi            | 3      | 1978, 2017, 2019                                     |
| Thụy Điển          | 3      | 1955, 1966, 1984                                     |
| Pháp               | 2      | 1953, 2016                                           |
| Colombia           | 2      | 1958, 2014                                           |
| Nhật Bản           | 2      | 1959, 2007                                           |
| Canada             | 2      | 1982, 2005                                           |
| Úc                 | 2      | 1972, 2004                                           |
| Trinidad và Tobago | 2      | 1977, 1998                                           |
| Thái Lan           | 2      | 1965, 1988                                           |
| Phần Lan           | 2      | 1952, 1975                                           |
| Brazil             | 2      | 1963, 1968                                           |
| Đan Mạch           | 1      | 2024                                                 |
| Nicaragua          | 1      | 2023                                                 |
| Angola             | 1      | 2011                                                 |
| Cộng hòa Dominican | 1      | 2003                                                 |
| Panama             | 1      | 2002[B]                                              |
| Nga                | 1      | 2002[A]                                              |
| Botswana           | 1      | 1999                                                 |
| Namibia            | 1      | 1992                                                 |
| Na Uy              | 1      | 1990                                                 |
| Hà Lan             | 1      | 1989                                                 |
| Chile              | 1      | 1987                                                 |
| New Zealand        | 1      | 1983                                                 |
| Israel             | 1      | 1976                                                 |
| Tây Ban Nha        | 1      | 1974                                                 |
| Liban              | 1      | 1971                                                 |
| Hy Lạp             | 1      | 1964                                                 |
| Argentina          | 1      | 1962                                                 |
| Đức                | 1      | 1961                                                 |
| Peru               | 1      | 1957                                                 |

Chú ý 

A  Truất ngôi

B  Thay thế ngôi vị

## Bộ sưu tập ảnh các Hoa hậu

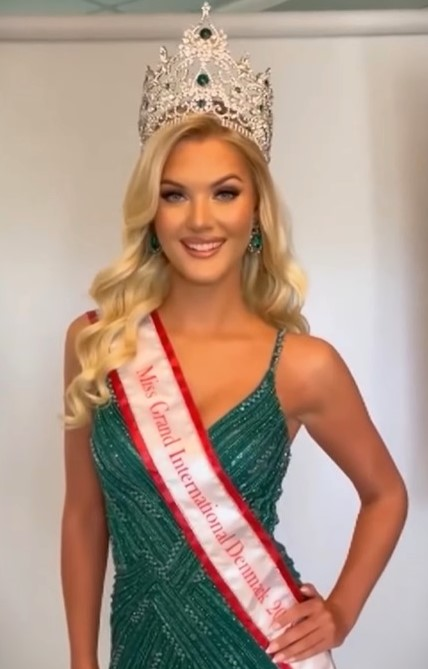
Hoa hậu Hoàn vũ 2024 Victoria Kjær Theilvig, Đan Mạch
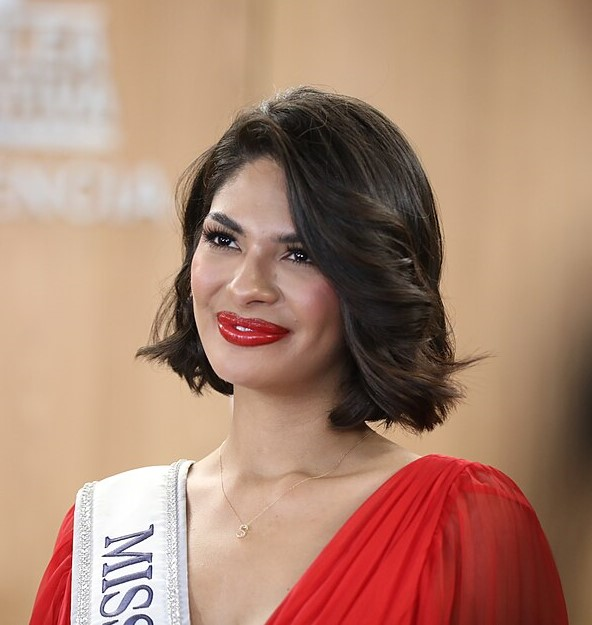
Hoa hậu Hoàn vũ 2023 Sheynnis Palacios, Nicaragua
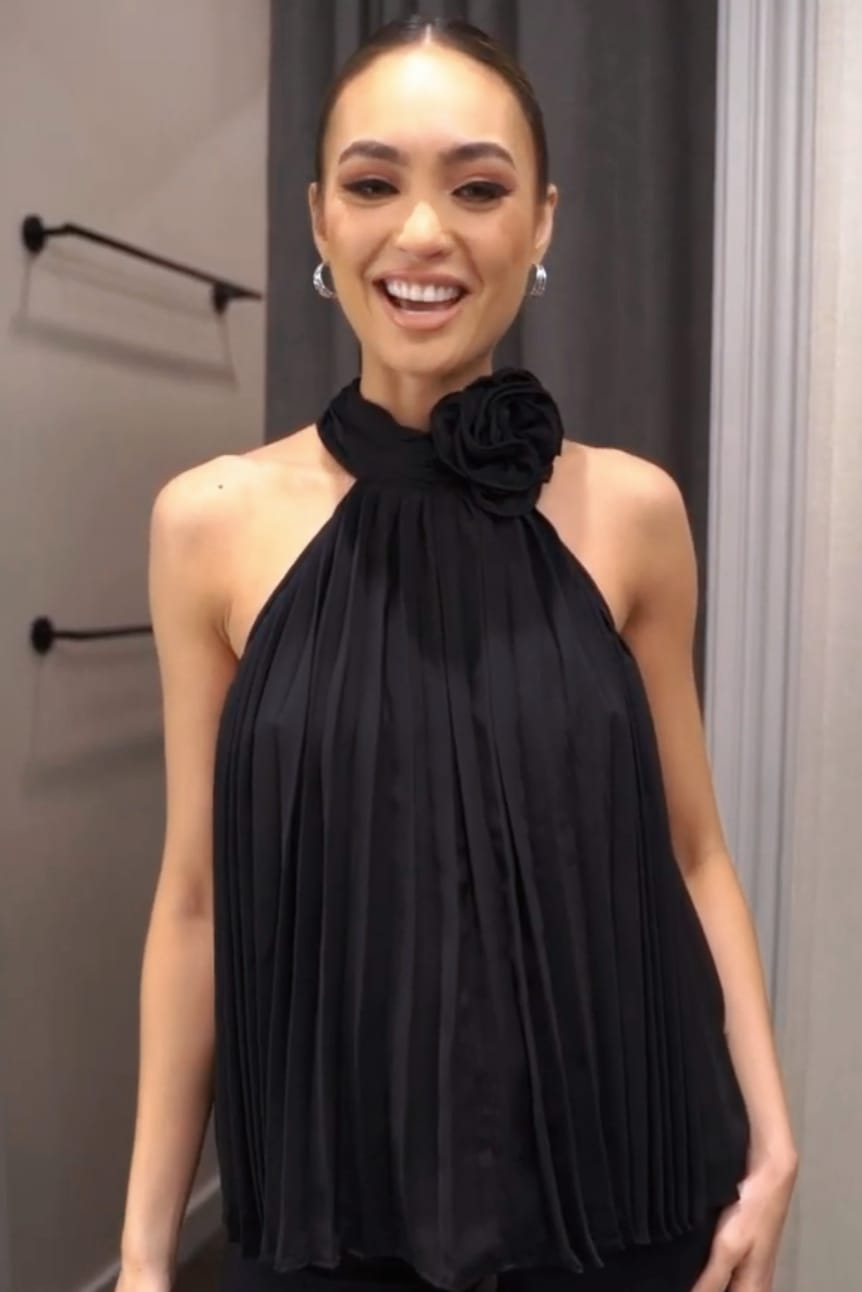
Hoa hậu Hoàn vũ 2022 R'Bonney Gabriel, Hoa Kỳ
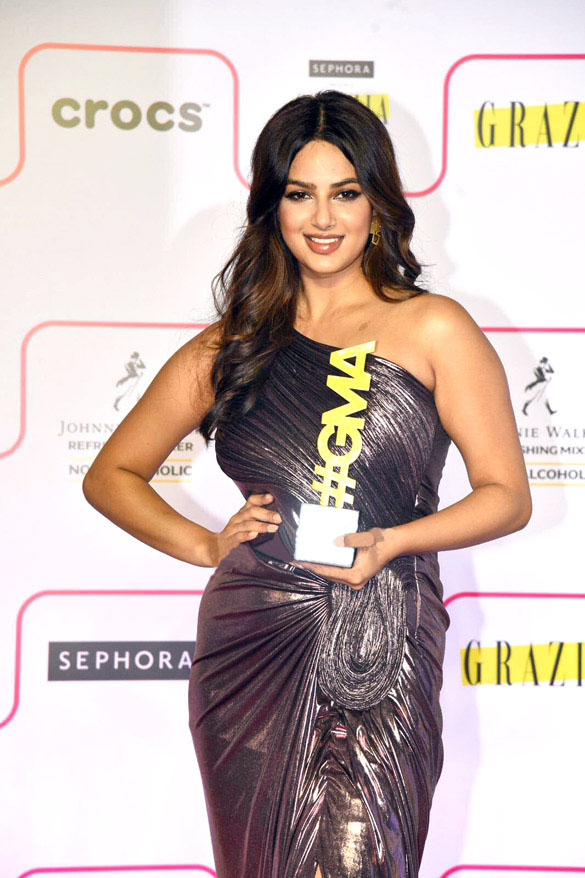
Hoa hậu Hoàn vũ 2021 Harnaaz Kaur Sandhu, Ấn Độ
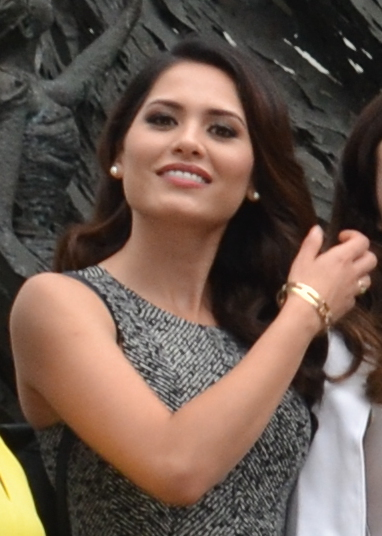
Hoa hậu Hoàn vũ 2020 Andrea Meza, Mexico
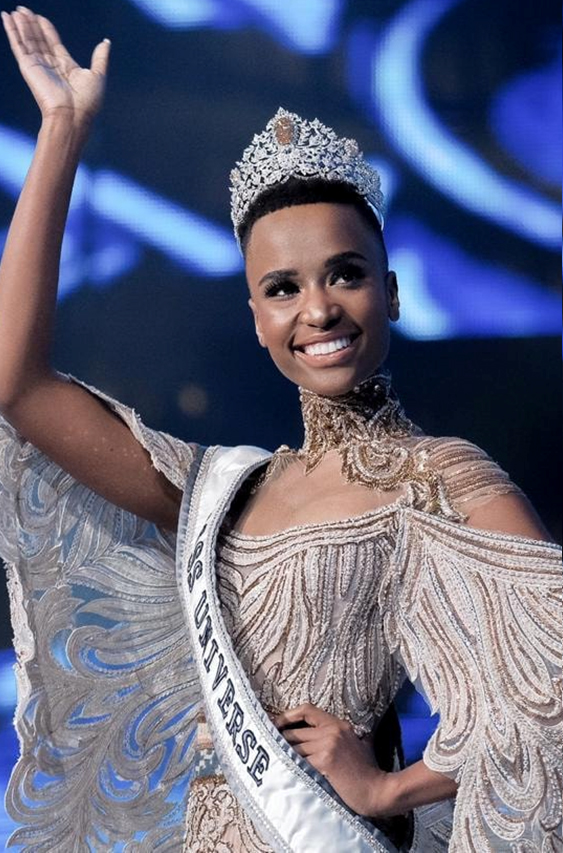
Hoa hậu Hoàn vũ 2019 Zozibini Tunzi, Nam Phi
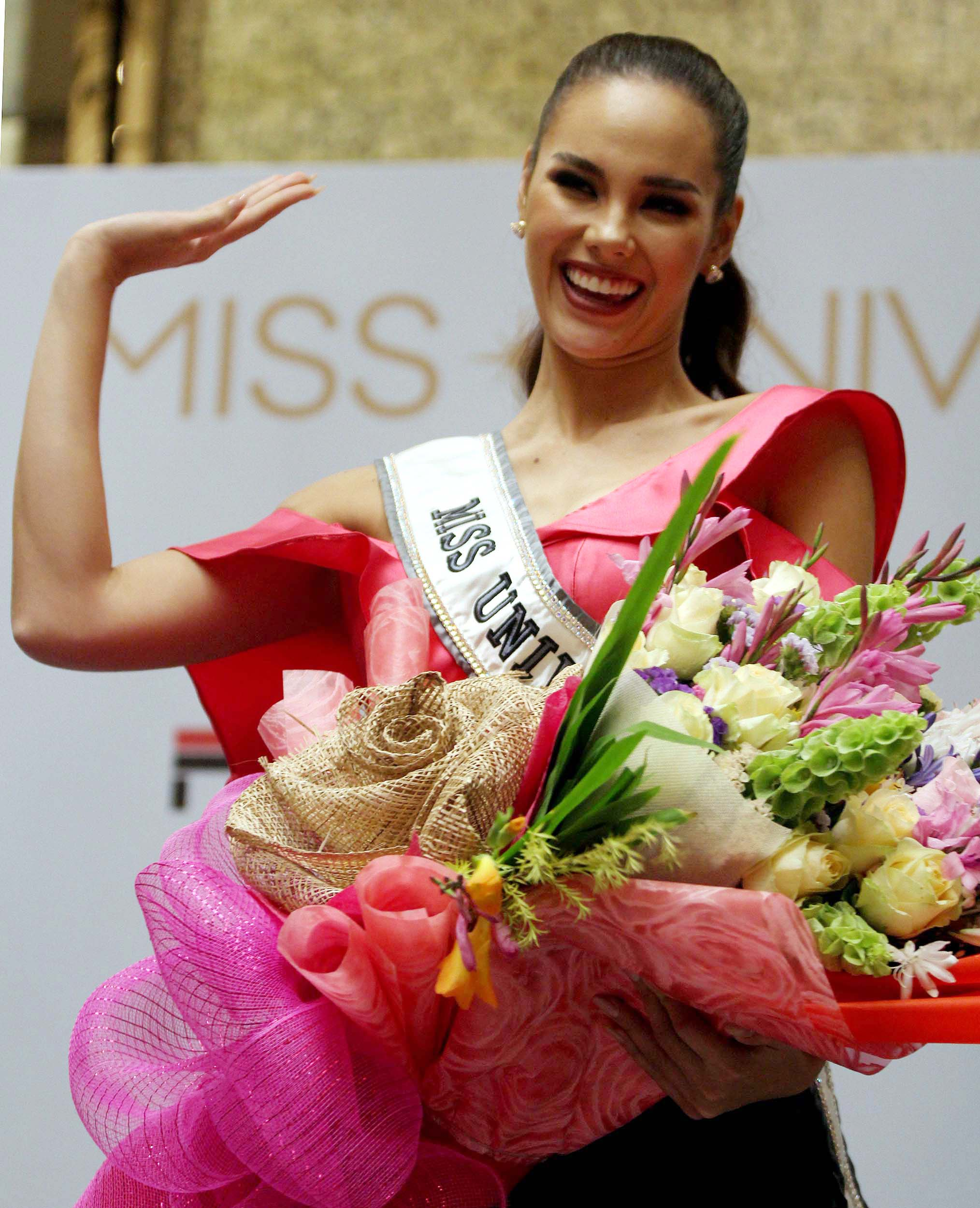
Hoa hậu Hoàn vũ 2018 Catriona Gray, Philippines
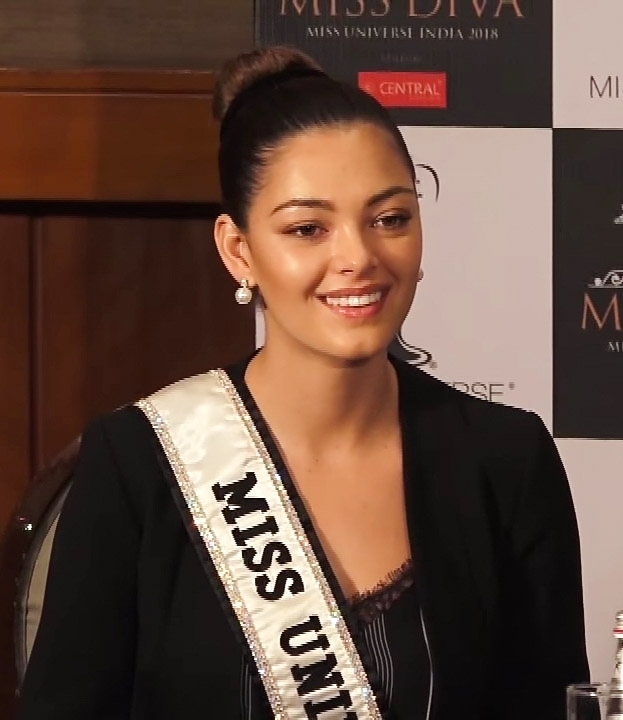
Hoa hậu Hoàn vũ 2017 Demi-Leigh Nel-Peters, Nam Phi
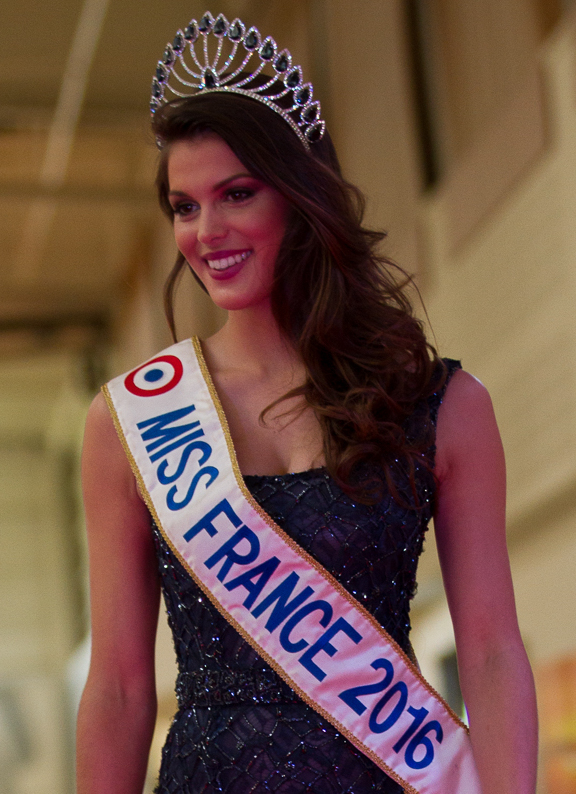
Hoa hậu Hoàn vũ 2016 Iris Mittenaere, Pháp
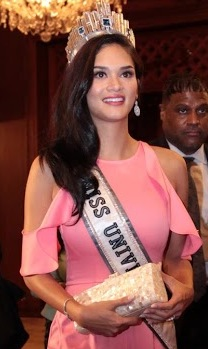
Hoa hậu Hoàn vũ 2015 Pia Wurtzbach, Philippines
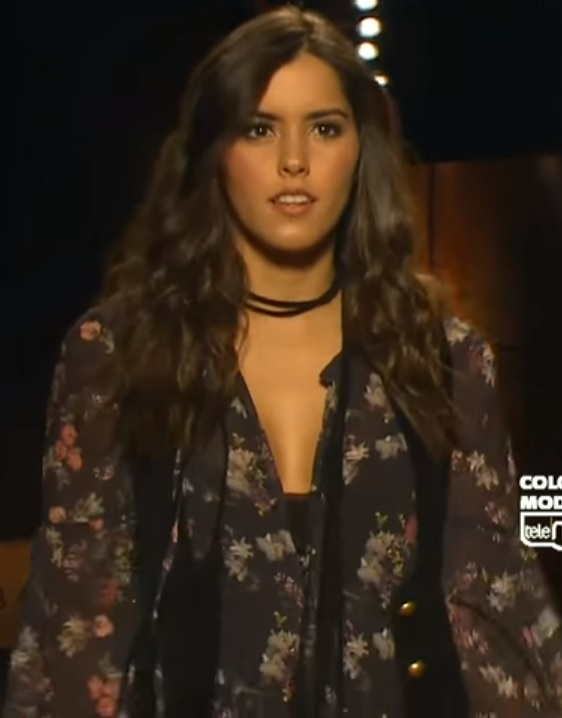
Hoa hậu Hoàn vũ 2014 Paulina Vega, Colombia
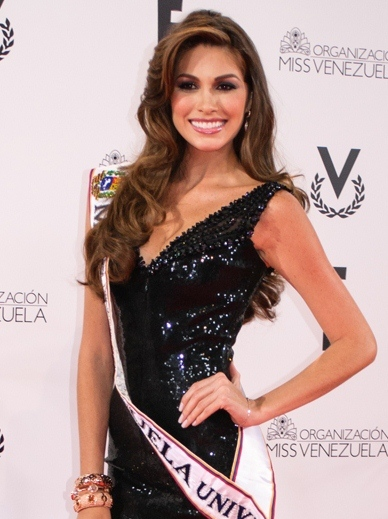
Hoa hậu Hoàn vũ 2013 Gabriela Isler, Venezuela
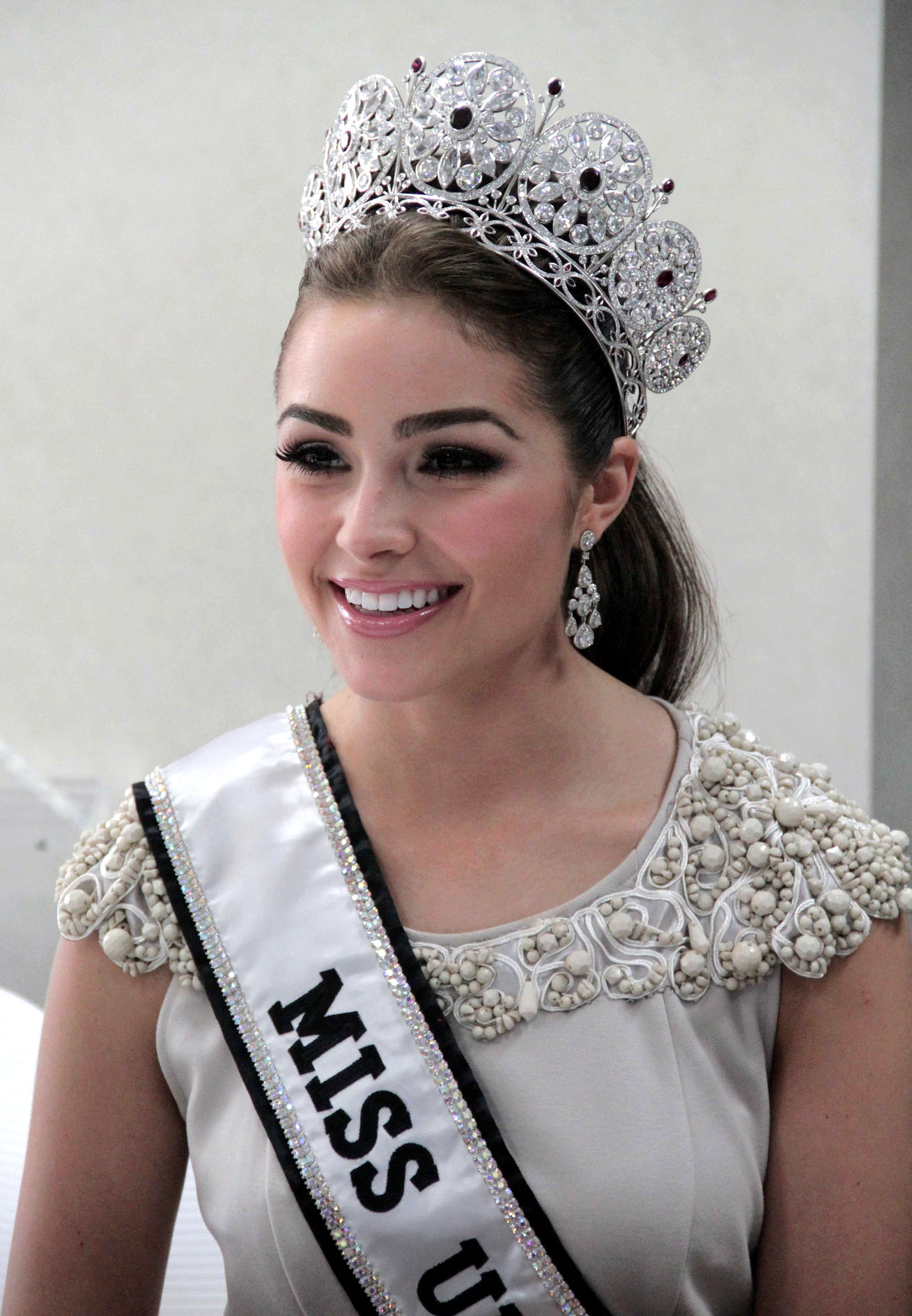
Hoa hậu Hoàn vũ 2012 Olivia Culpo, Hoa Kỳ
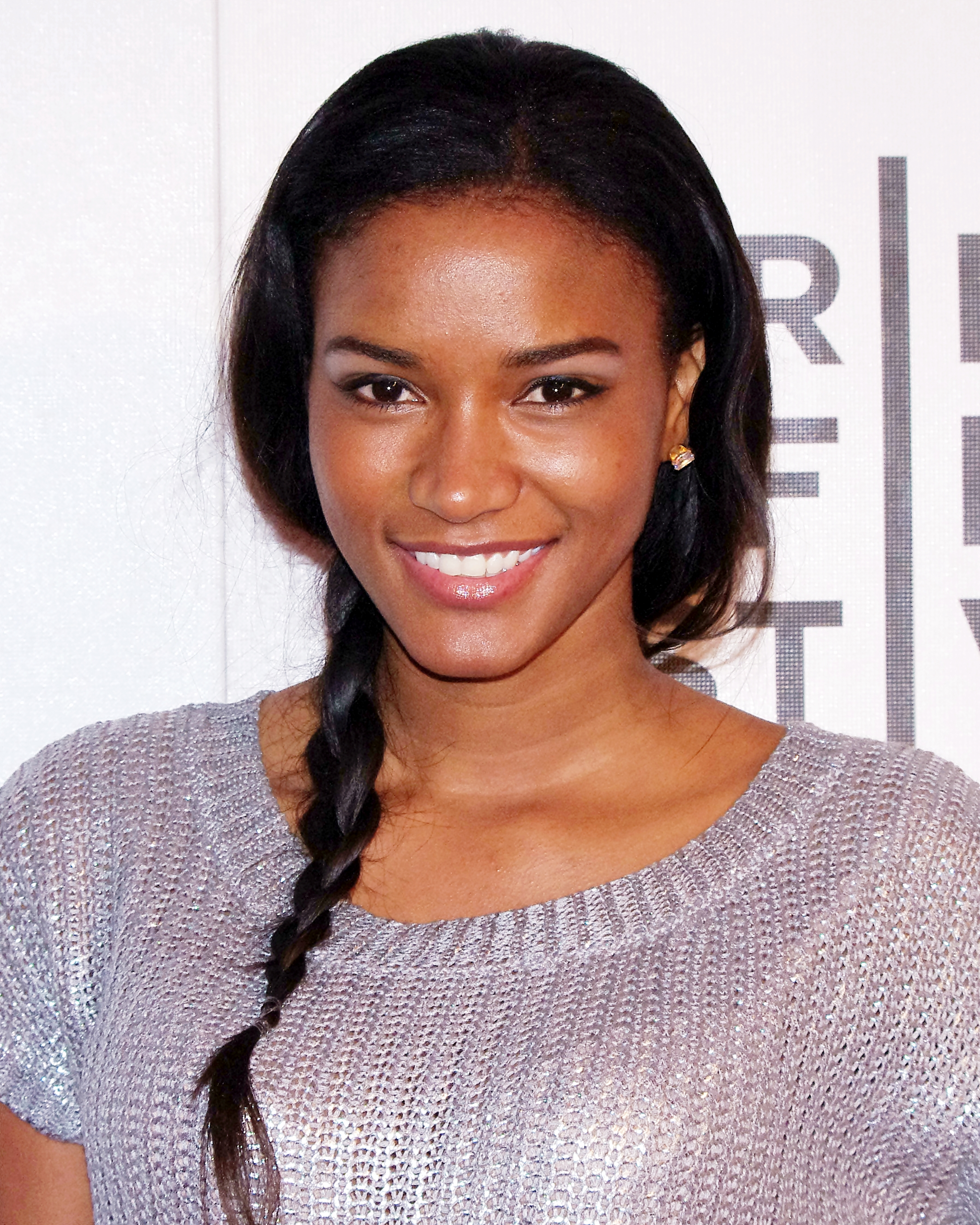
Hoa hậu Hoàn vũ 2011 Leila Lopes, Angola
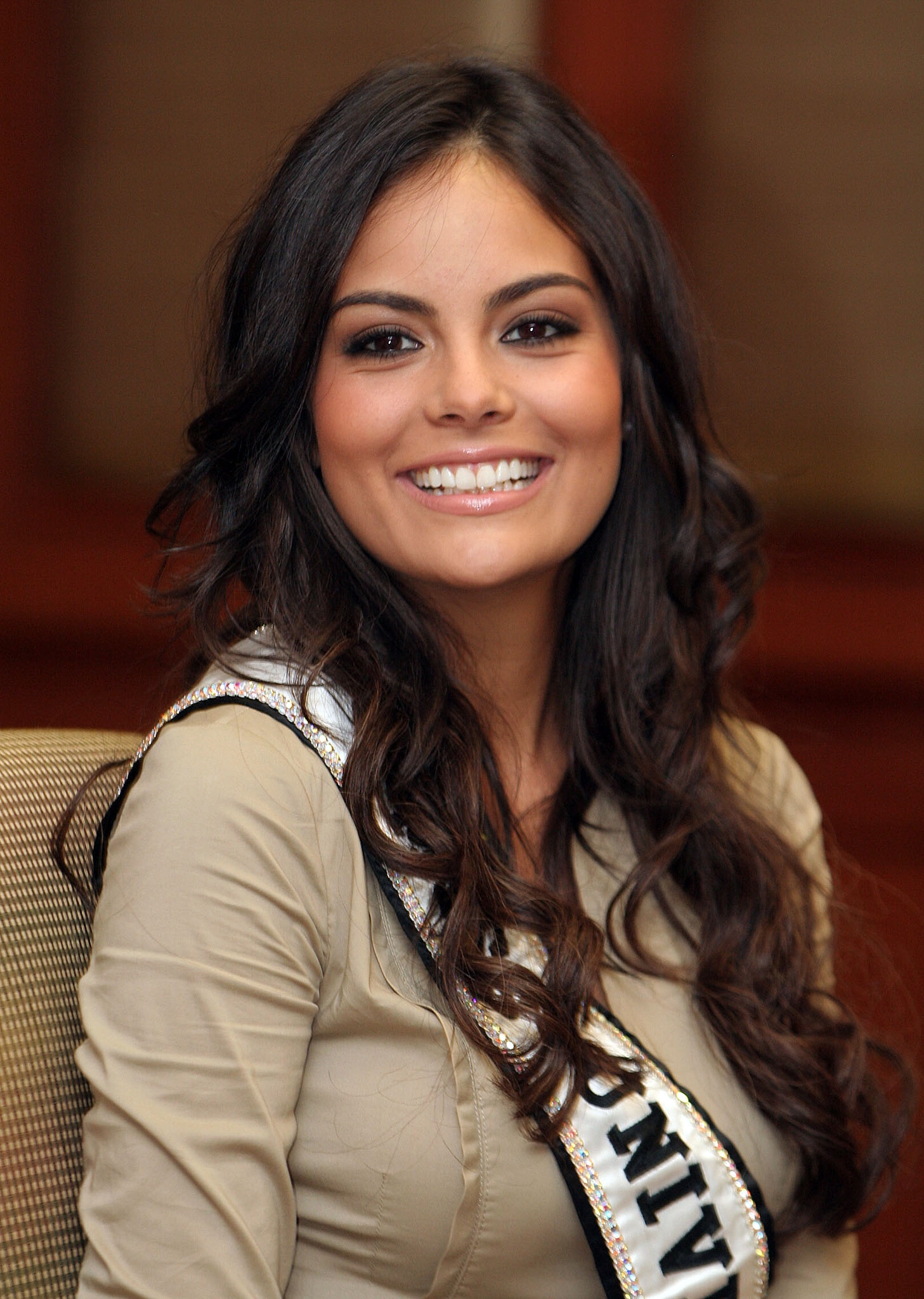
Hoa hậu Hoàn vũ 2010 Ximena Navarrete, Mexico
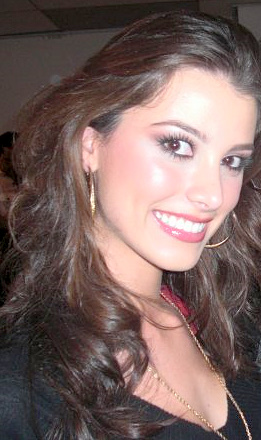
Hoa hậu Hoàn vũ 2009 Stefanía Fernández, Venezuela
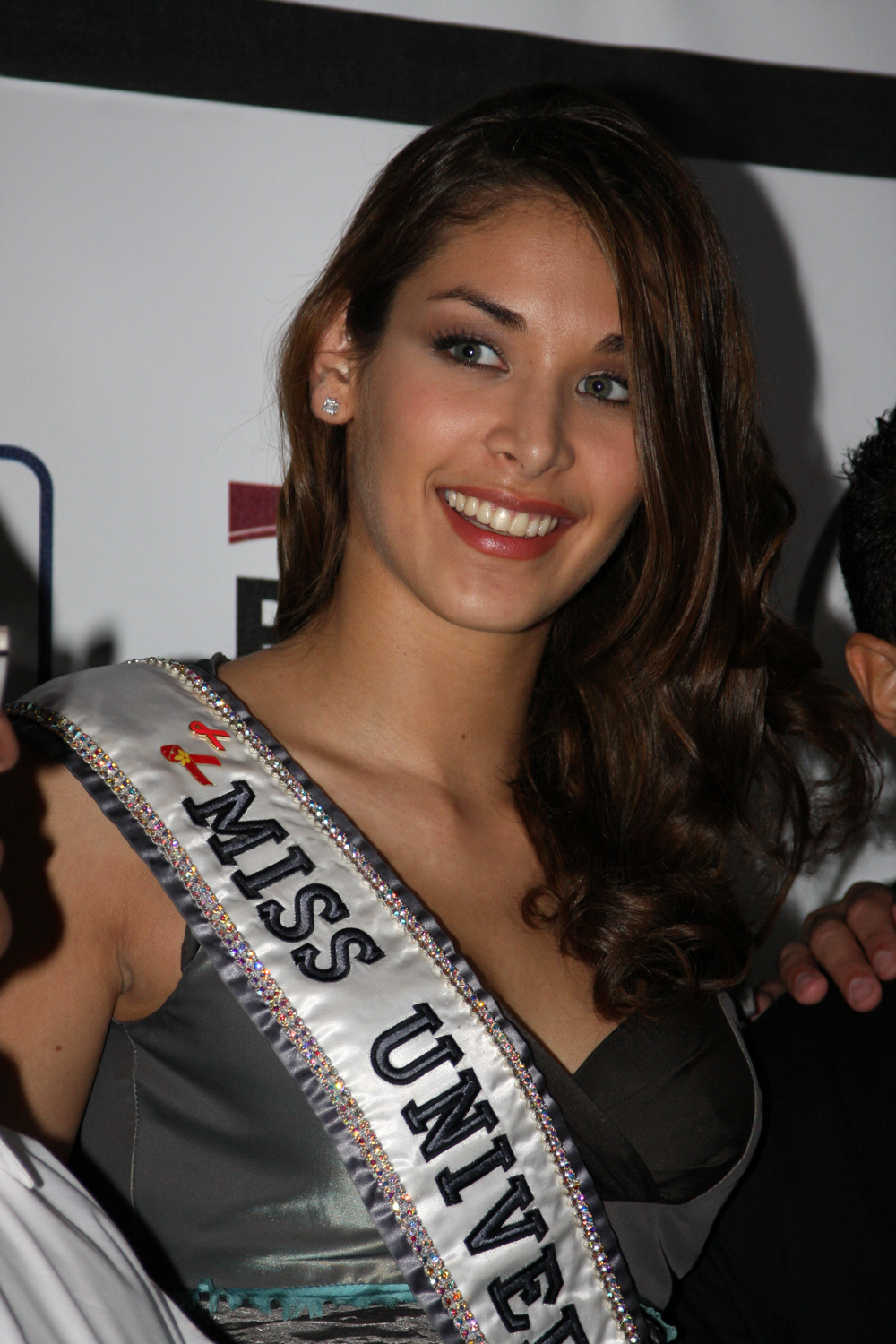
Hoa hậu Hoàn vũ 2008 Dayana Mendoza, Venezuela
Hoa hậu Hoàn vũ 2007Riyo Mori, Nhật BảnHoa hậu Hoàn vũ 2007 Riyo Mori, Nhật Bản
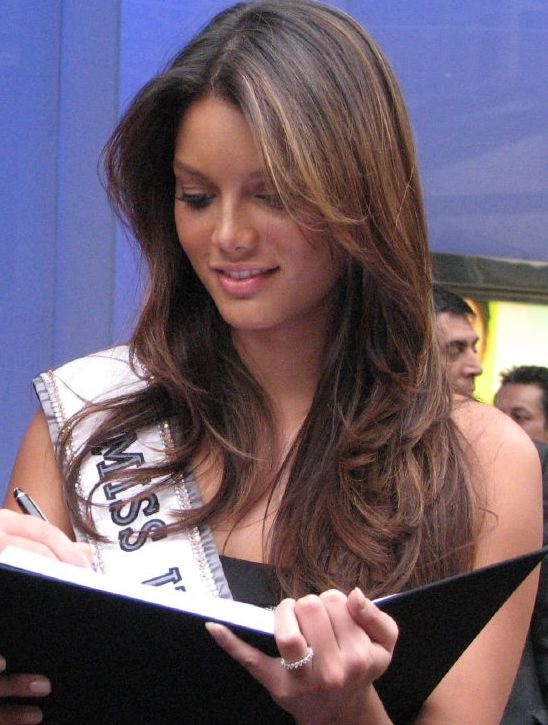
Hoa hậu Hoàn vũ 2006 Zuleyka Rivera, Puerto Rico
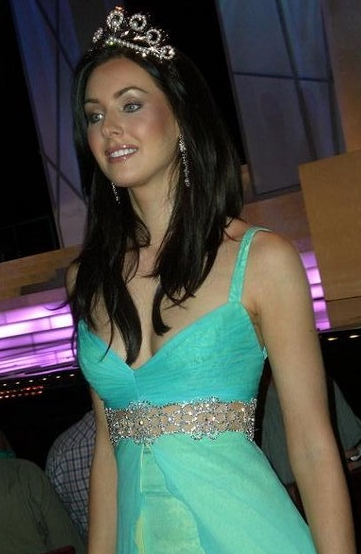
Hoa hậu Hoàn vũ 2005 Natalie Glebova, Canada
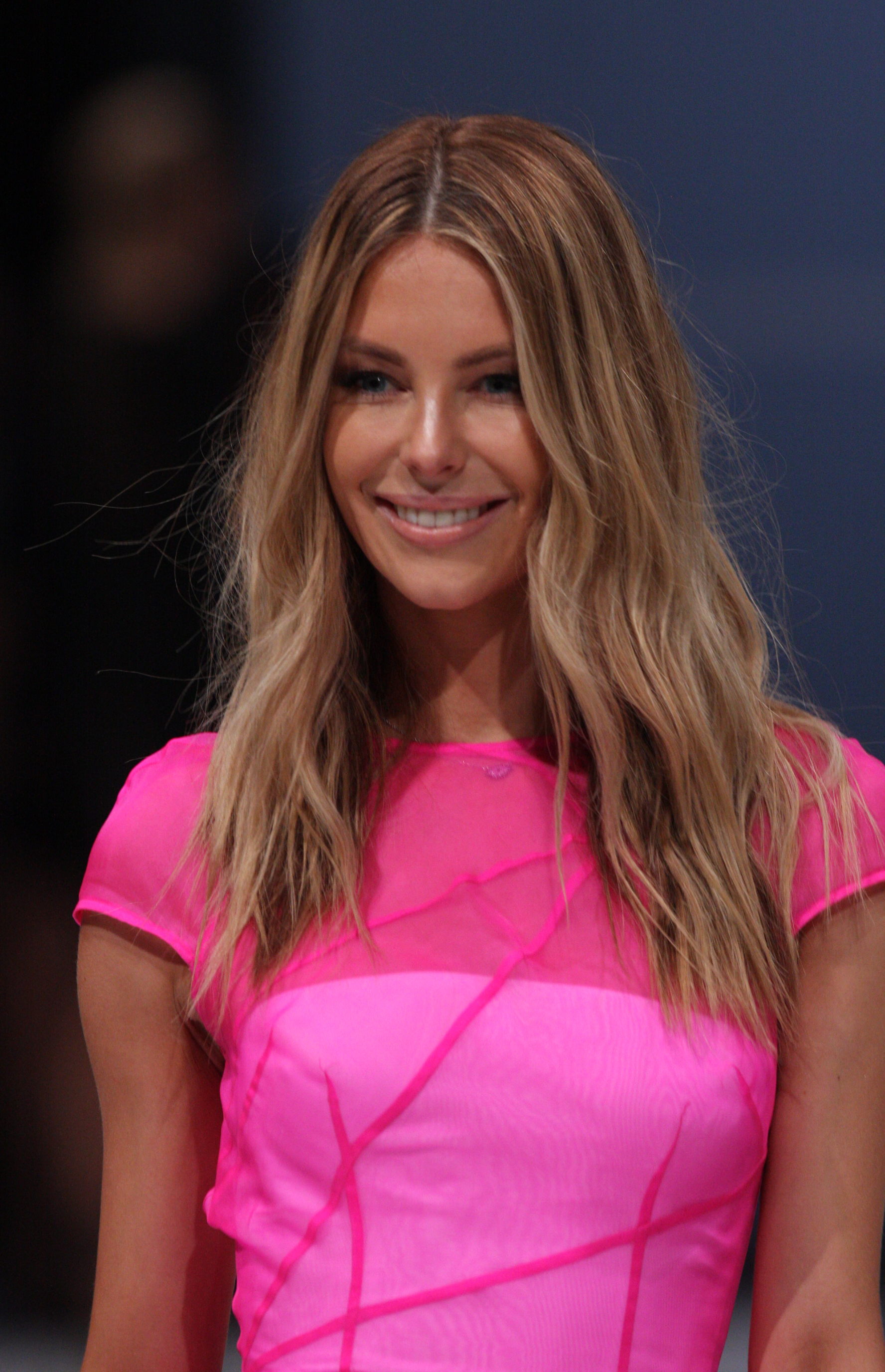
Hoa hậu Hoàn vũ 2004 Jennifer Hawkins, Úc
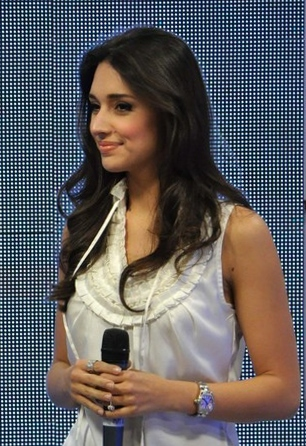
Hoa hậu Hoàn vũ 2003 Amelia Vega, Cộng hòa Dominican
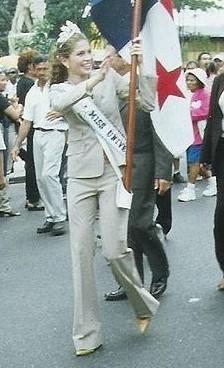
Hoa hậu Hoàn vũ 2002 Justine Pasek, Panama
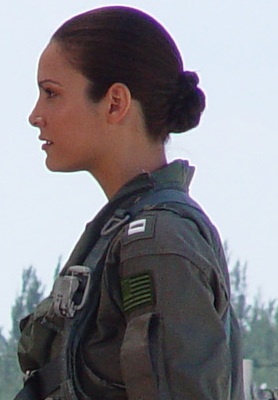
Hoa hậu Hoàn vũ 2001 Denise Quiñones, Puerto Rico
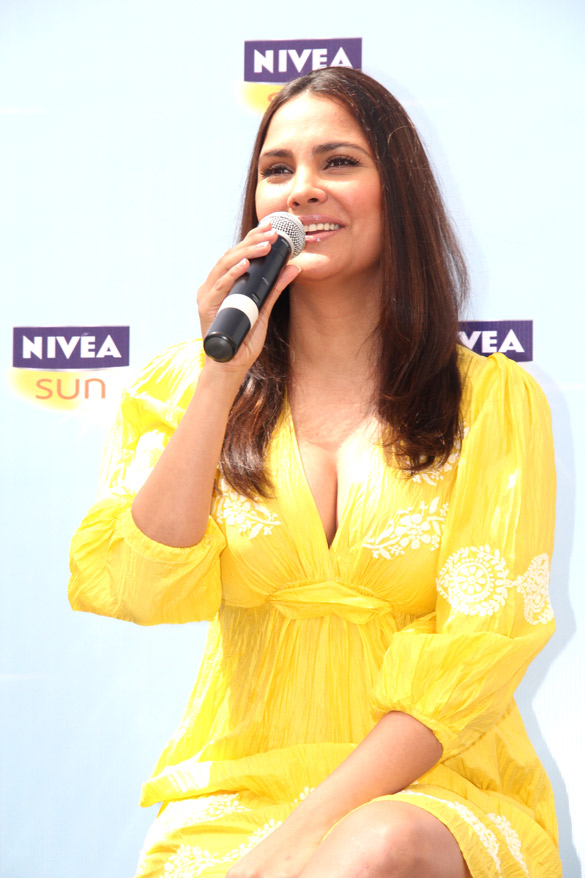
Hoa hậu Hoàn vũ 2000 Lara Dutta, Ấn Độ
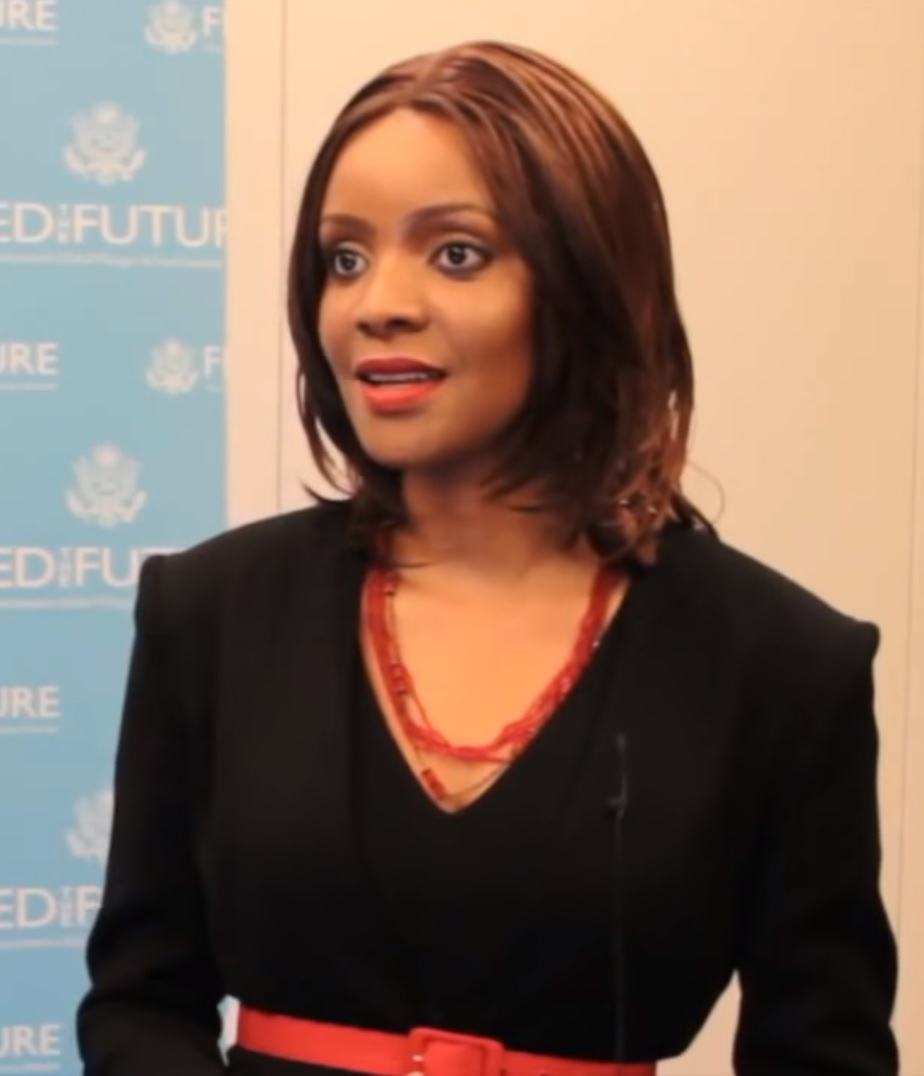
Hoa hậu Hoàn vũ 1999 Mpule Kwelagobe, Botswana
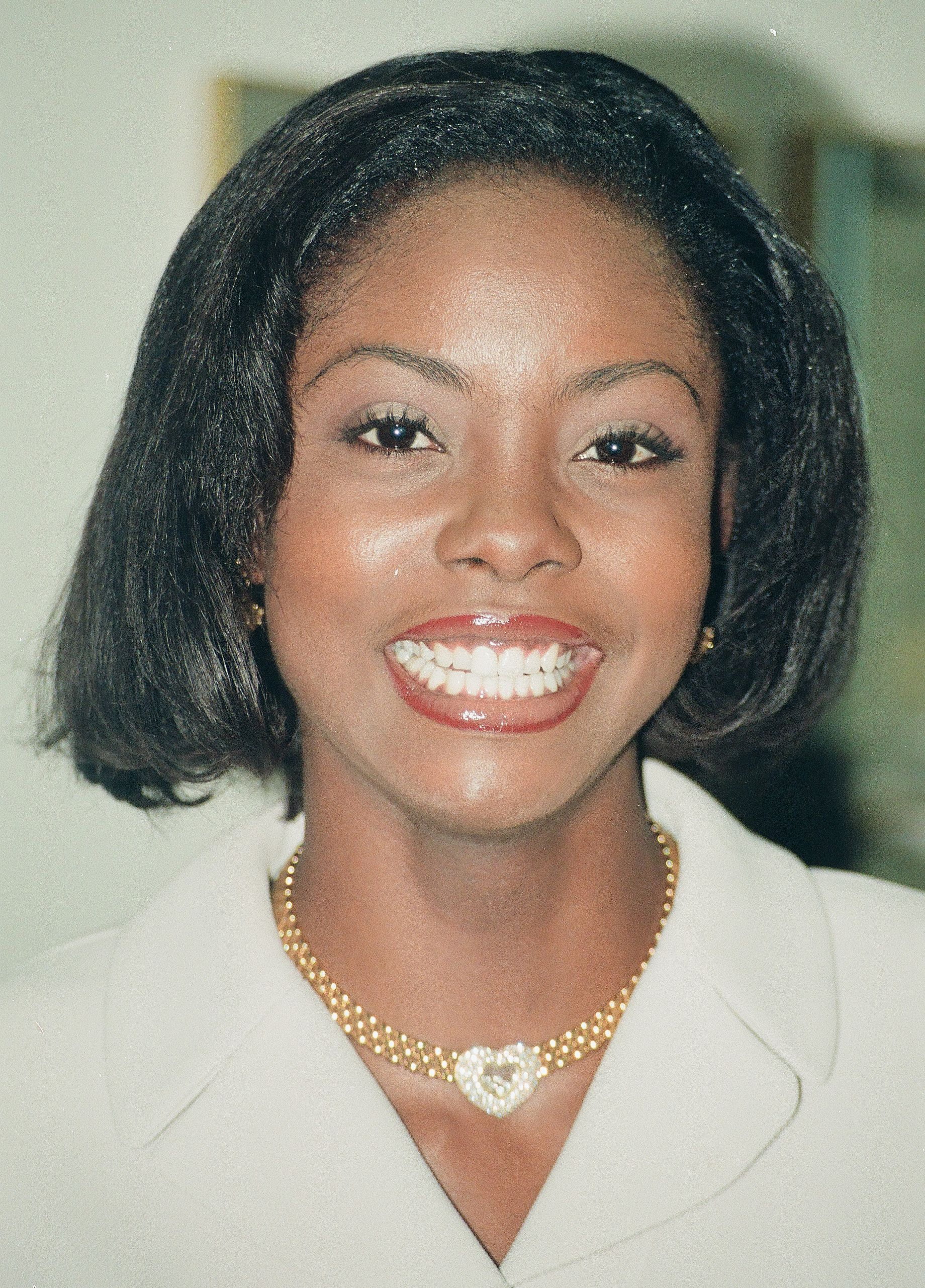
Hoa hậu Hoàn vũ 1998 Wendy Fitzwilliam, Trinidad và Tobago
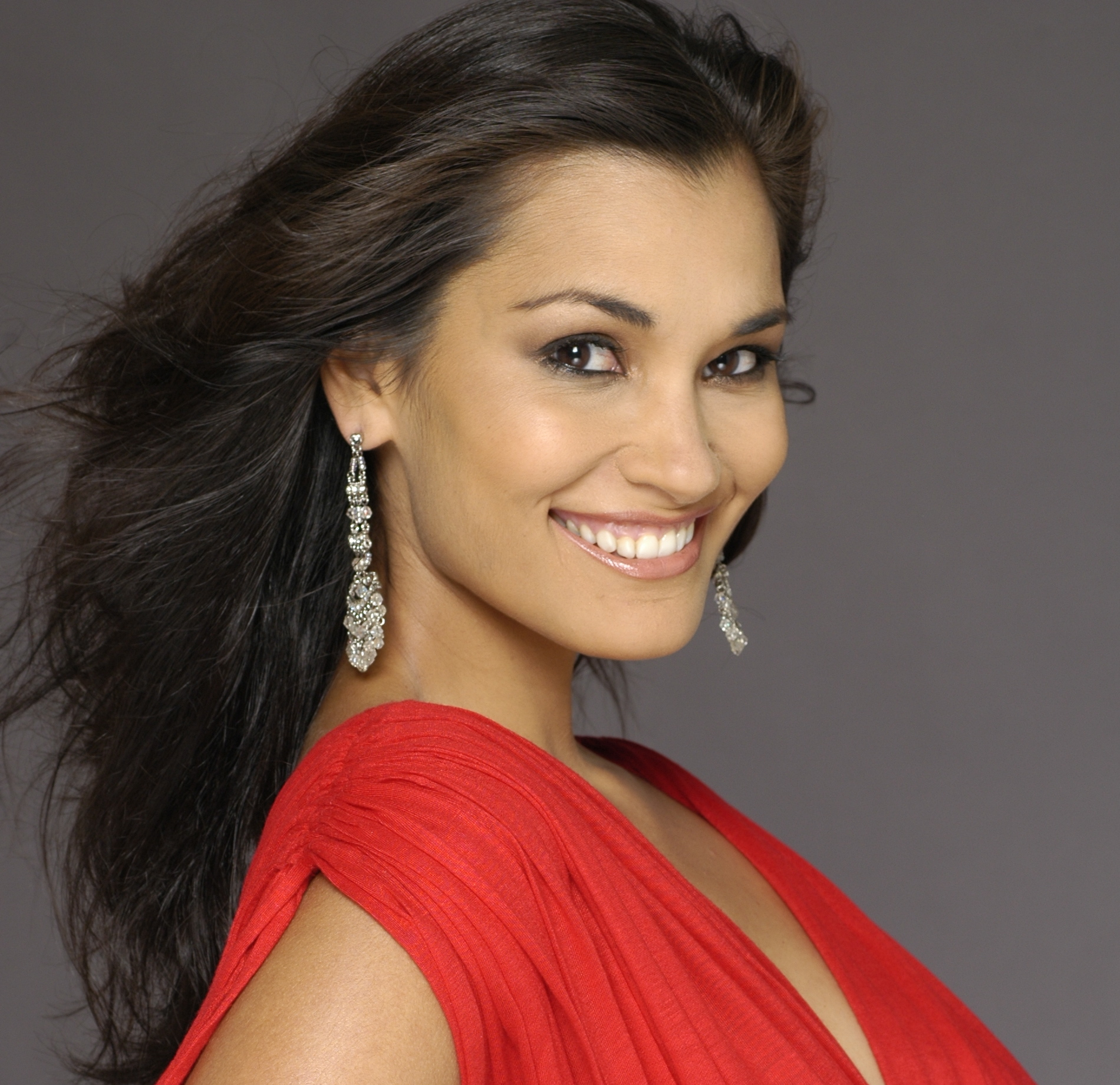
Hoa hậu Hoàn vũ 1997 Brook Lee, Hoa Kỳ
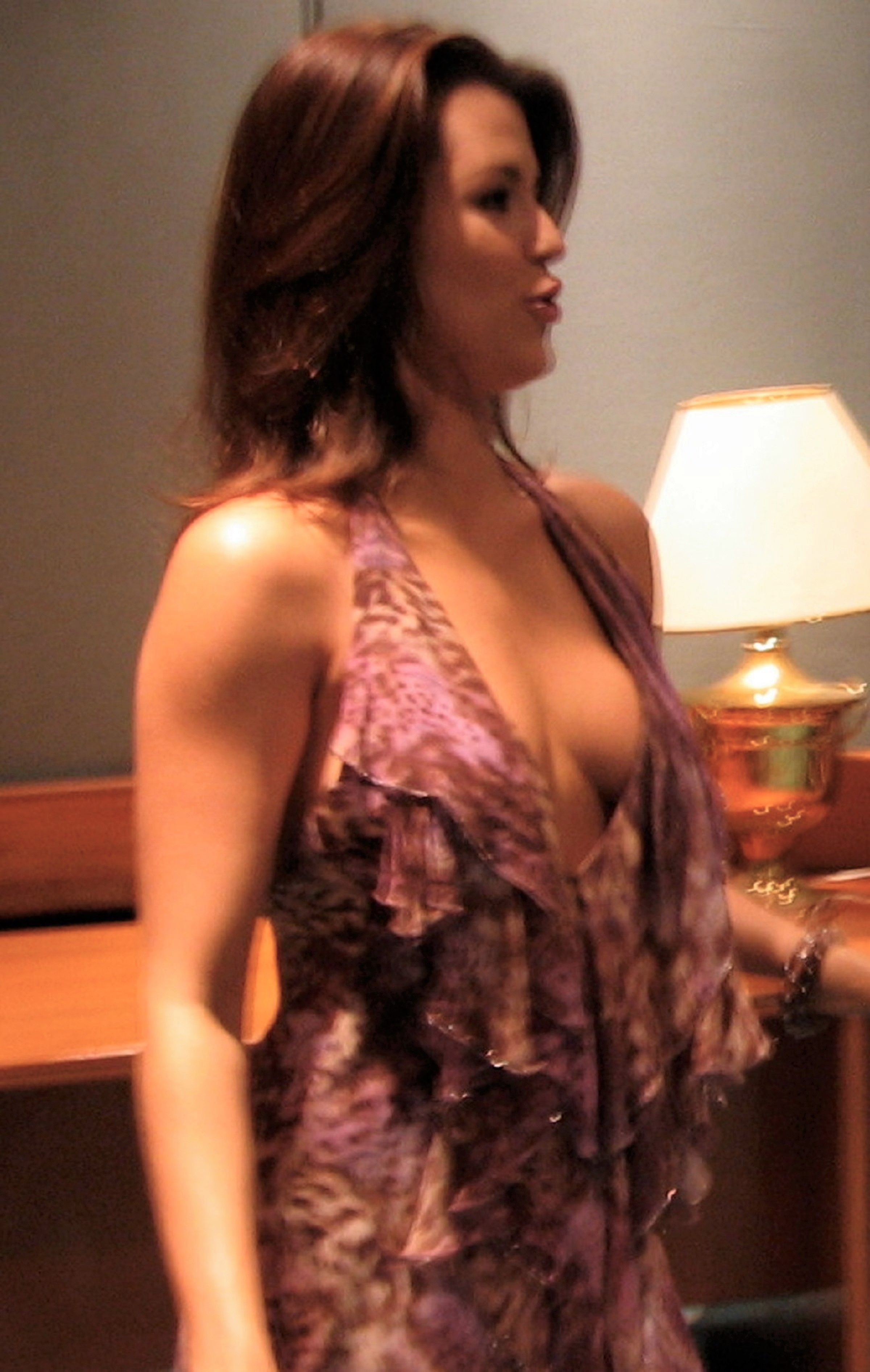
Hoa hậu Hoàn vũ 1996 Alicia Machado, Venezuela
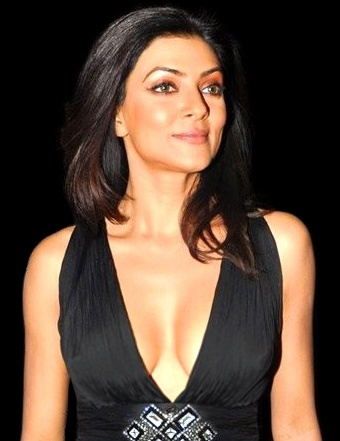
Hoa hậu Hoàn vũ 1994 Sushmita Sen, Ấn Độ
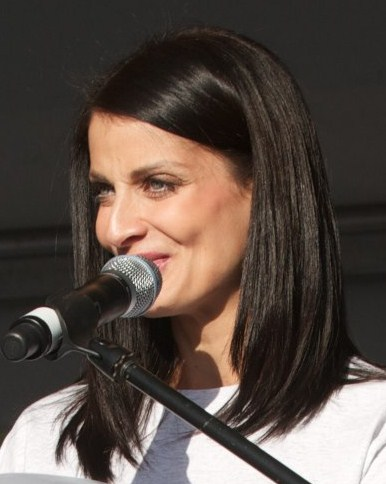
Hoa hậu Hoàn vũ 1993 Dayanara Torres, Puerto Rico
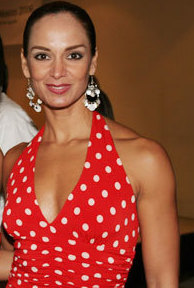
Hoa hậu Hoàn vũ 1991 Lupita Jones, Mexico
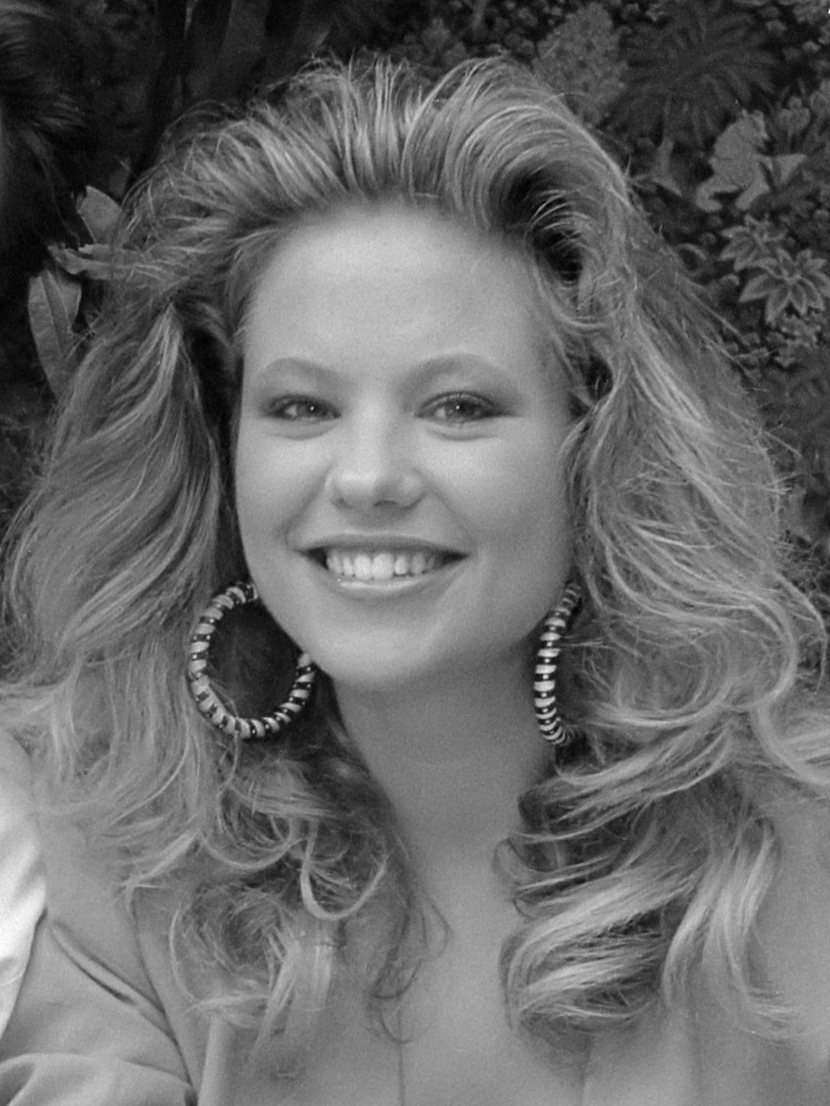
Hoa hậu Hoàn vũ 1989 Angela Visser, Hà Lan
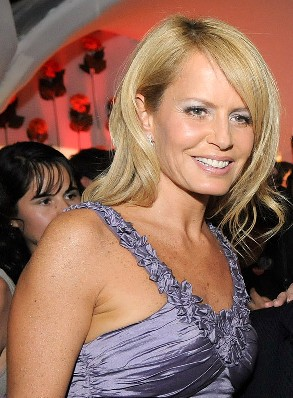
Hoa hậu Hoàn vũ 1987 Cecilia Bolocco, Chile
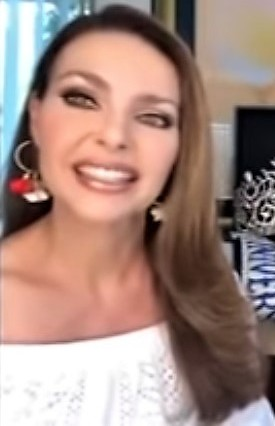
Hoa hậu Hoàn vũ 1986 Barbara Palacios, Venezuela
Hoa hậu Hoàn vũ 1984 Yvonne Ryding, Thụy Điển
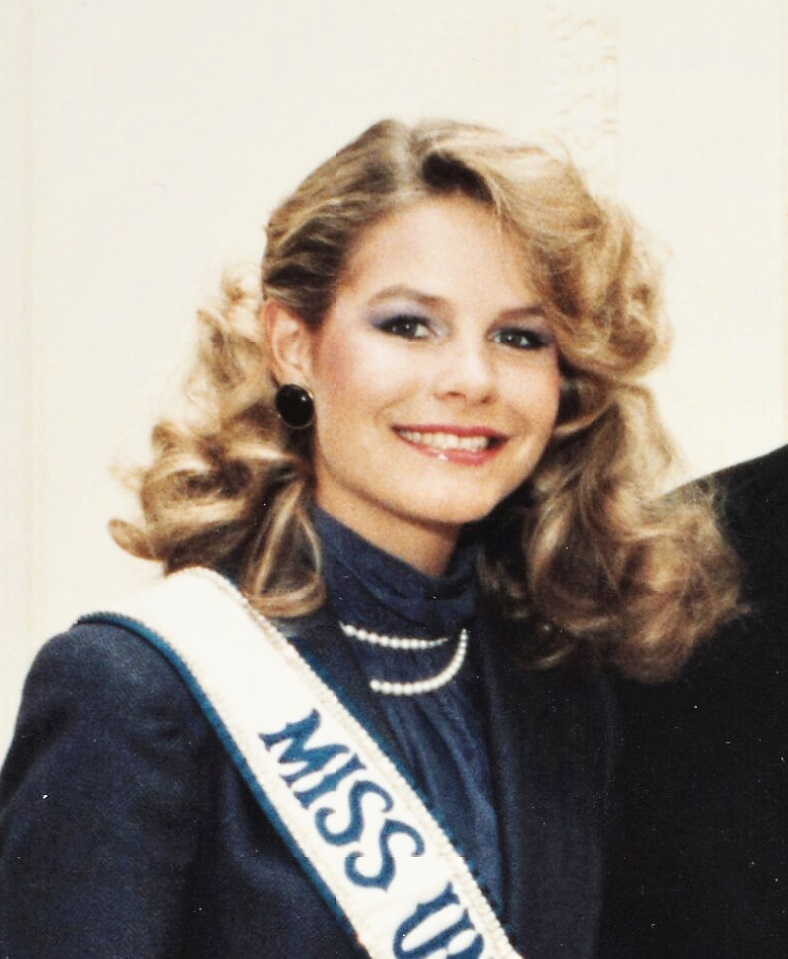
Hoa hậu Hoàn vũ 1983 Lorraine Downes, New Zealand
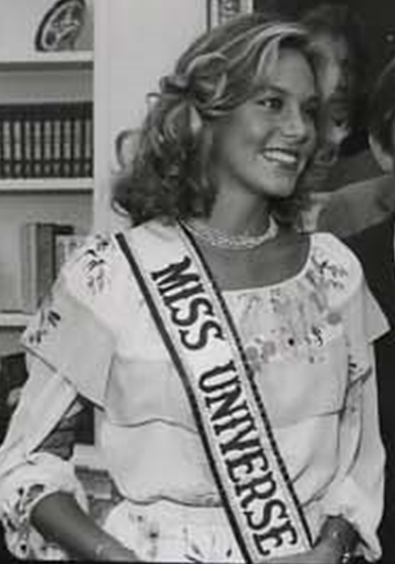
Hoa hậu Hoàn vũ 1980 Shawn Weatherly, Hoa Kỳ
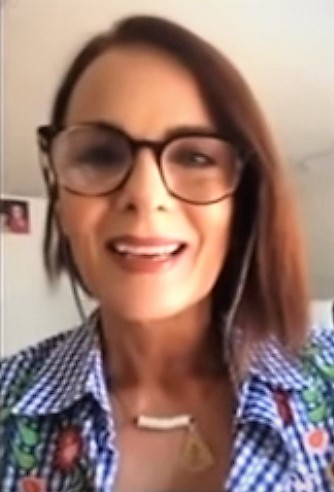
Hoa hậu Hoàn vũ 1979 Maritza Sayalero, Venezuela
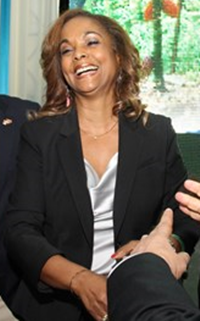
Hoa hậu Hoàn vũ 1977 Janelle Commissiong, Trinidad và Tobago
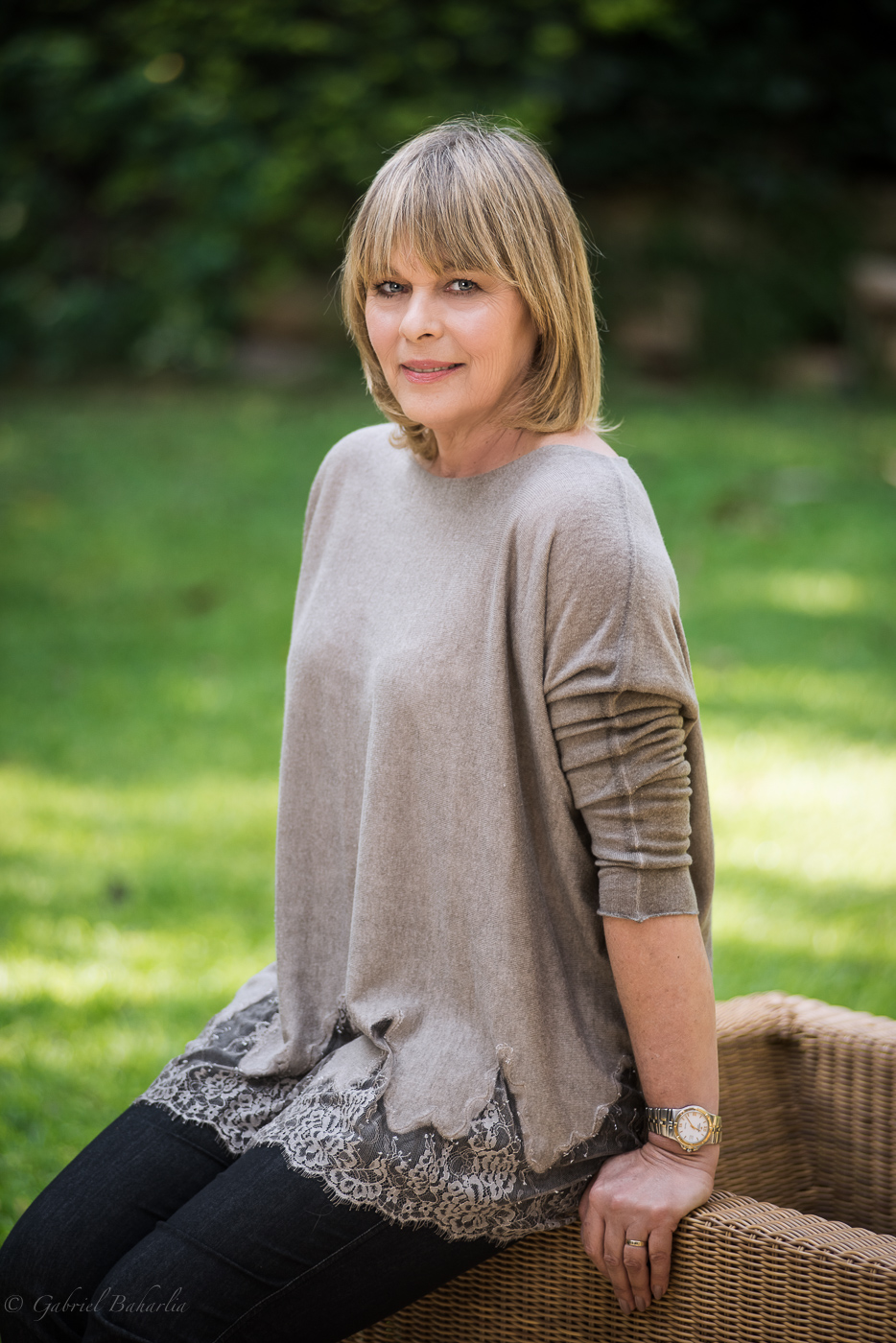
Hoa hậu Hoàn vũ 1976 Rina Messinger, Israel
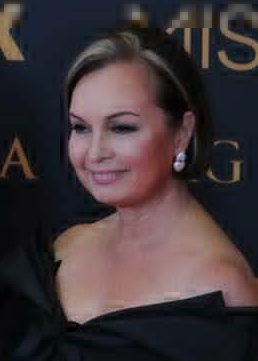
Hoa hậu Hoàn vũ 1973 Margarita Moran, Philippines
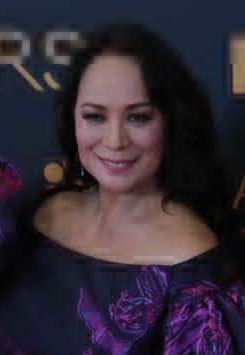
Hoa hậu Hoàn vũ 1969 Gloria Diaz, Philippines
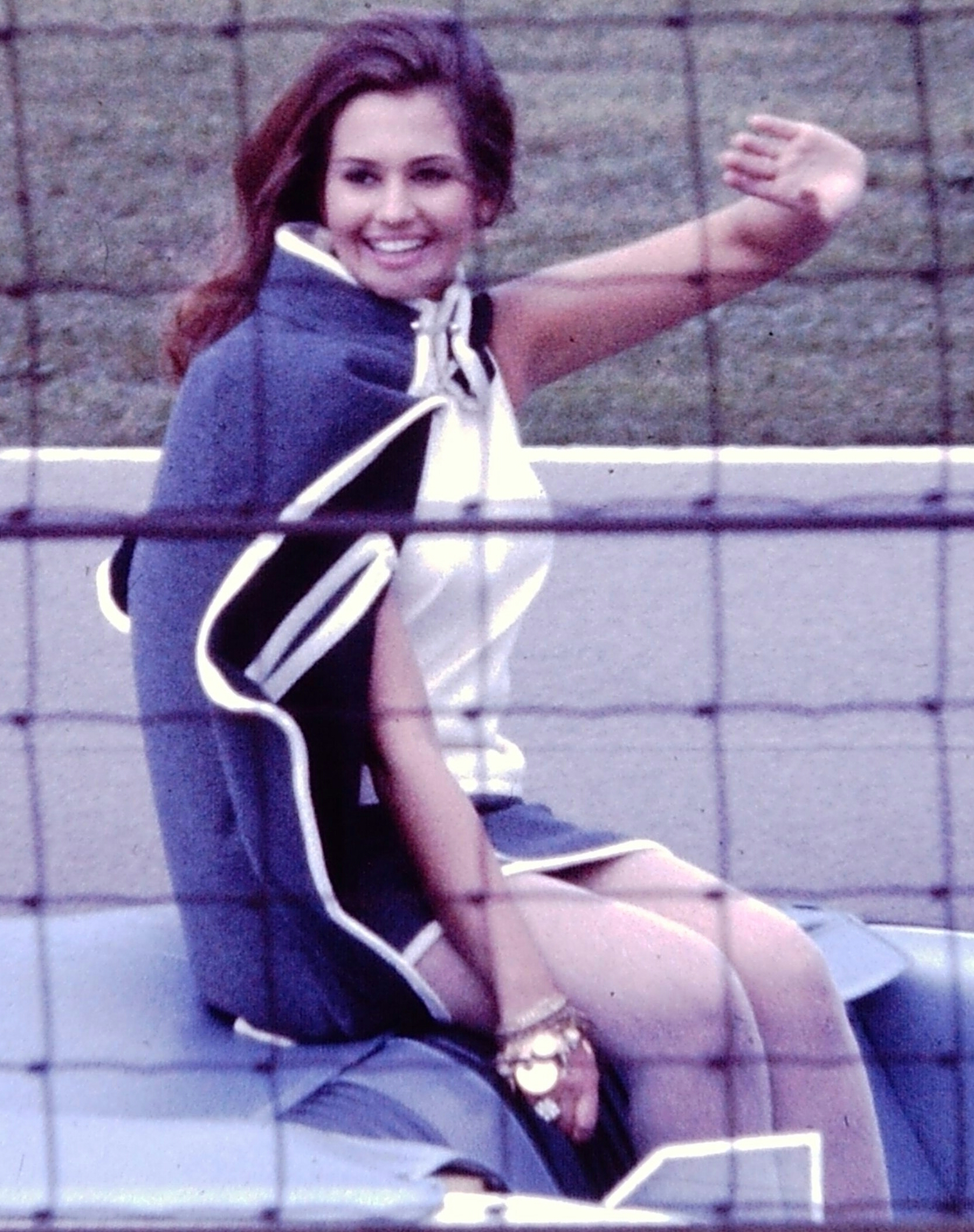
Hoa hậu Hoàn vũ 1967 Sylvia Hitchcock, Hoa Kỳ
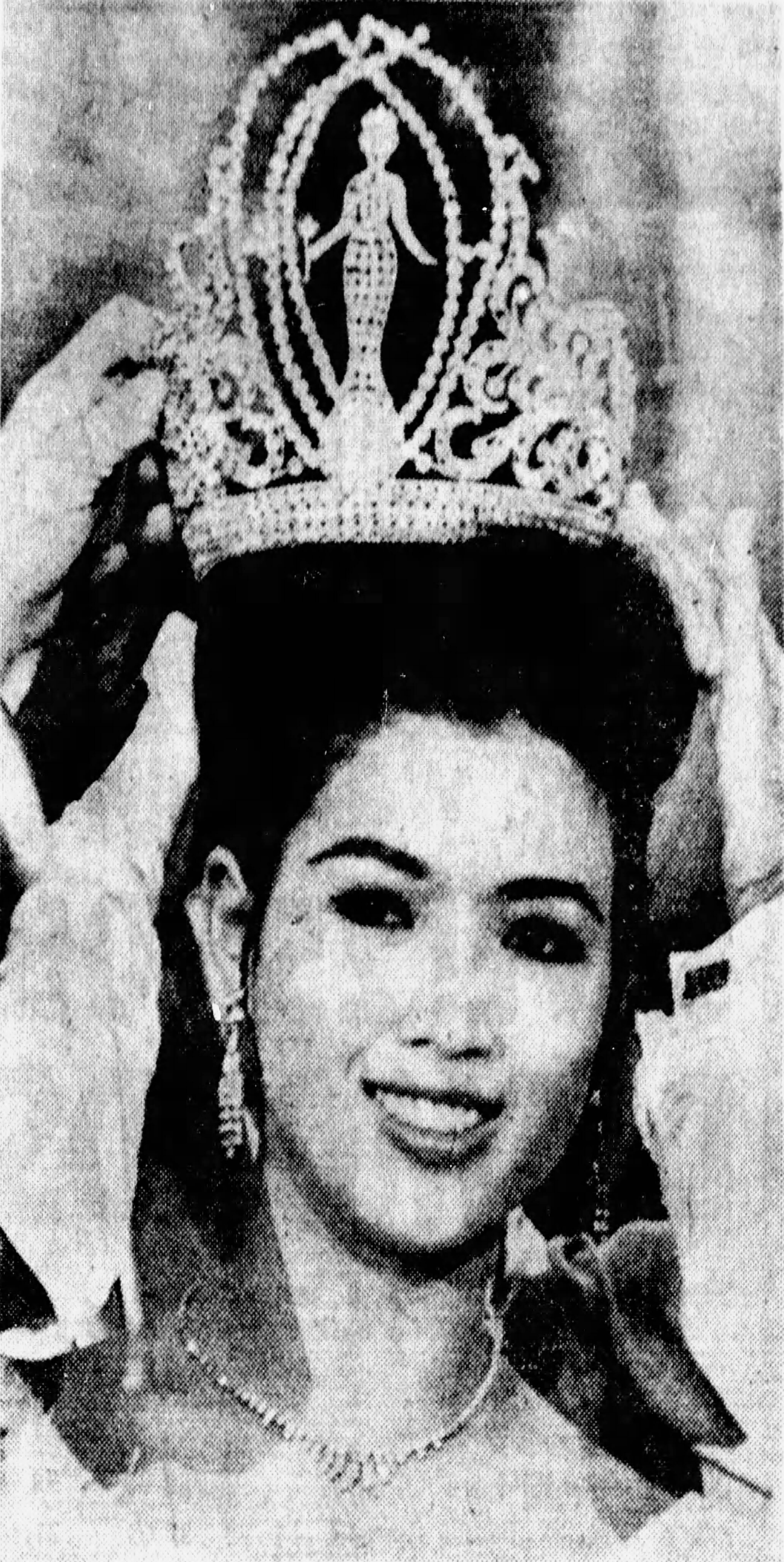
Hoa hậu Hoàn vũ 1965 Apasra Hongsakula, Thái Lan
Hoa hậu Hoàn vũ 1959 Akiko Kojima, Nhật Bản
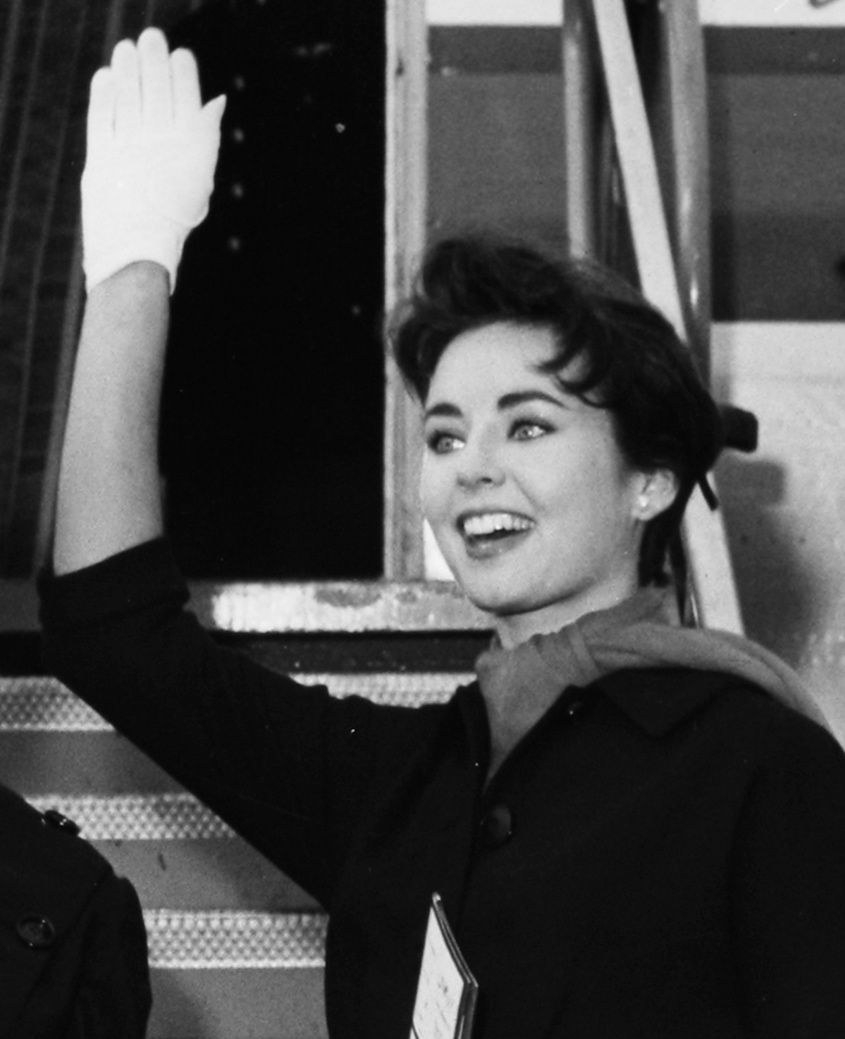
Hoa hậu Hoàn vũ 1956 Carol Morris, Hoa Kỳ
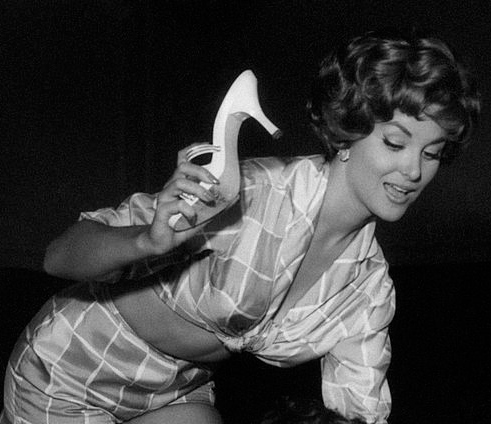
Hoa hậu Hoàn vũ 1953 Christiane Martel, Pháp
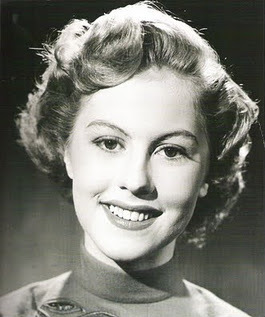
Hoa hậu Hoàn vũ 1952 Armi Kuusela, Phần Lan

## Có thể bạn chưa biết
- Trước khi trở thành các bang của Hoa Kỳ vào năm 1959, Alaska và Hawaii cũng gửi thí sinh tham dự cuộc thi này. Hawaii từng đoạt Á hậu 1 vào năm 1952 và Á hậu 2 năm 1958, trong khi Alaska lọt vào vòng bán kết năm 1957.
- Hoa Kỳ từng lập kỷ lục 22 năm liền lọt vào vòng bán kết của cuộc thi, từ 1977 đến 1998, còn Venezuela cũng liên tục lọt vào bán kết cuộc thi này trong 21 năm (1983-2003).
- Colombia gây ấn tượng với việc 3 năm liền đều đoạt giải Á hậu 1 vào các năm 1992 đến 1994.
- Irene Saez, Hoa hậu Hoàn vũ 1981 đã từng tranh cử Tổng thống Venezuela năm 1998 nhưng không thành công.
- Janelle Commissiong, Hoa hậu Trinidad và Tobago, đã đoạt danh hiệu Hoa hậu Hoàn vũ 1977 và trở thành người phụ nữ da đen đầu tiên đoạt danh hiệu này.
- Năm 1974, Hoa hậu Hoàn vũ 1974 là Amparo Munoz sau một thời gian đăng quang đã nhường lại danh hiệu cho Helen Morgan, người đoạt danh hiệu Á hậu 1 trong cuộc thi này. Nhưng Helen Morgan đã đăng quang tại cuộc thi Hoa hậu Thế giới 1974 nên không thể thay thế nhiệm vụ của Amparo. Tuy nhiên, chỉ vài ngày sau đó, Helen Morgan bị tước danh hiệu Hoa hậu Thế giới sau khi người ta phát hiện ra cô là mẹ đơn thân[8].
- Venezuela đã lập nên kỷ lục khi đoạt vương miện hai năm liên tiếp là năm 2008 và 2009.
- Trong đêm chung kết Hoa hậu Hoàn vũ 2015, MC Steve Harvey đã đọc nhầm Á hậu 1 là Ariadna Gutiérrez thành hoa hậu[9].

## Tổ chức Hoa hậu Hoàn vũ

### Danh sách các Hoa hậu
Dưới đây là danh sách các Hoa hậu của những cuộc thi sắc đẹp do Tổ chức Hoa hậu Hoàn vũ thực hiện qua các năm:
| Năm  | Hoa hậu Hoàn vũ            | Quốc gia           | Hoa hậu Mỹ             | Bang             | Hoa hậu Tuổi Teen Mỹ                                                  | Bang                                                                  |
| ---- | -------------------------- | ------------------ | ---------------------- | ---------------- | --------------------------------------------------------------------- | --------------------------------------------------------------------- |
| 2024 | Victoria Kjær Theilvig     | Đan Mạch           | Alma Cooper            | Michigan         | Addie Carver                                                          | Mississippi                                                           |
| 2023 | Sheynnis Palacios          | Nicaragua          | Savannah Gankiewicz    | Hawaii           | UmaSofia Srivastava                                                   | New Jersey                                                            |
| 2022 | R'Bonney Gabriel           | Hoa Kỳ             | Morgan Romano          | Bắc Carolina     | Faron Medhi                                                           | Nebraska                                                              |
| 2021 | Harnaaz Sandhu             | Ấn Độ              | Elle Smith             | Kentucky         | Breanna Myles                                                         | Florida                                                               |
| 2020 | Andrea Meza                | Mexico             | Asya Branch            | Mississippi      | Kiʻilani Arruda                                                       | Hawaii                                                                |
| 2019 | Zozibini Tunzi             | Nam Phi            | Cheslie Kryst          | Bắc Carolina     | Kaliegh Garris                                                        | Connecticut                                                           |
| 2018 | Catriona Gray              | Philippines        | Sarah Rose Summers     | Nebraska         | Hailey Colborn                                                        | Kansas                                                                |
| 2017 | Demi-Leigh Nel-Peters      | Nam Phi            | Kára McCullough        | Đặc khu Columbia | Sophia Dominguez-Heithoff                                             | Missouri                                                              |
| 2016 | Iris Mittenaere            | Pháp               | Deshauna Barber        | Đặc khu Columbia | Karlie Hay                                                            | Texas                                                                 |
| 2015 | Pia Wurtzbach              | Philippines        | Olivia Jordan          | Oklahoma         | Katherine Haik                                                        | Louisiana                                                             |
| 2014 | Paulina Vega               | Colombia           | Nia Sanchez            | Nevada           | K. Lee Graham                                                         | Nam Carolina                                                          |
| 2013 | Gabriela Isler             | Venezuela          | Erin Brady             | Connecticut      | Cassidy Wolf                                                          | California                                                            |
| 2012 | Olivia Culpo               | Hoa Kỳ             | Nana Meriwether        | Maryland         | Logan West                                                            | Connecticut                                                           |
| 2011 | Leila Lopes                | Angola             | Alyssa Campanella      | California       | Danielle Doty                                                         | Texas                                                                 |
| 2010 | Ximena Navarrete           | Mexico             | Rima Fakih             | Michigan         | Kamie Crawford                                                        | Maryland                                                              |
| 2009 | Stefanía Fernández         | Venezuela          | Kristen Dalton         | Bắc Carolina     | Stormi Henley                                                         | Tennessee                                                             |
| 2008 | Dayana Mendoza             | Venezuela          | Crystle Stewart        | Texas            | Stevi Perry                                                           | Arkansas                                                              |
| 2007 | Riyo Mori                  | Nhật Bản           | Rachel Smith           | Tennessee        | Hilary Cruz                                                           | Colorado                                                              |
| 2006 | Zuleyka Rivera             | Puerto Rico        | Tara Conner            | Kentucky         | Katie Blair                                                           | Montana                                                               |
| 2005 | Natalie Glebova            | Canada             | Chelsea Cooley         | Bắc Carolina     | Allie LaForce                                                         | Ohio                                                                  |
| 2004 | Jennifer Hawkins           | Úc                 | Shandi Finnessey       | Missouri         | Shelley Hennig                                                        | Louisiana                                                             |
| 2003 | Amelia Vega                | Cộng hòa Dominican | Susie Castillo         | Massachusetts    | Tami Farrell                                                          | Oregon                                                                |
| 2002 | Justine Pasek (thay thế)   | Panama             | Shauntay Hinton        | Đặc khu Columbia | Vanessa Semrow                                                        | Wisconsin                                                             |
| 2002 | Oxana Fedorova (tước ngôi) | Nga                | Shauntay Hinton        | Đặc khu Columbia | Vanessa Semrow                                                        | Wisconsin                                                             |
| 2001 | Denise Quiñones            | Puerto Rico        | Kandace Krueger        | Texas            | Marissa Whitley                                                       | Missouri                                                              |
| 2000 | Lara Dutta                 | Ấn Độ              | Lynnette Cole          | Tennessee        | Jillian Parry                                                         | Pennsylvania                                                          |
| 1999 | Mpule Kwelagobe            | Botswana           | Kimberly Pressler      | New York         | Ashley Coleman                                                        | Delaware                                                              |
| 1998 | Wendy Fitzwilliam          | Trinidad và Tobago | Shawnae Jebbia         | Massachusetts    | Vanessa Minnillo                                                      | Nam Carolina                                                          |
| 1997 | Brook Lee                  | Hoa Kỳ             | Brandi Sherwood        | Idaho            | Shelly Moore                                                          | Tennessee                                                             |
| 1996 | Alicia Machado             | Venezuela          | Ali Landry             | Louisiana        | Christie Lee Woods                                                    | Texas                                                                 |
| 1995 | Chelsi Smith               | Hoa Kỳ             | Shanna Moakler         | New York         | Keylee Sue Sanders                                                    | Kansas                                                                |
| 1994 | Sushmita Sen               | Ấn Độ              | Lu Parker              | Nam Carolina     | Shauna Gambill                                                        | California                                                            |
| 1993 | Dayanara Torres            | Puerto Rico        | Kenya Moore            | Michigan         | Charlotte Lopez                                                       | Vermont                                                               |
| 1992 | Michelle McLean            | Namibia            | Shannon Marketic       | California       | Jamie Solinger                                                        | Iowa                                                                  |
| 1991 | Lupita Jones               | Mexico             | Kelli McCarty          | Kansas           | Janelle Bishop                                                        | New Hampshire                                                         |
| 1990 | Mona Grudt                 | Na Uy              | Carole Gist            | Michigan         | Bridgette Wilson                                                      | Oregon                                                                |
| 1989 | Angela Visser              | Hà Lan             | Gretchen Polhemus      | Texas            | Brandi Sherwood                                                       | Idaho                                                                 |
| 1988 | Porntip Nakhirunkanok      | Thái Lan           | Courtney Gibbs         | Texas            | Mindy Duncan                                                          | Oregon                                                                |
| 1987 | Cecilia Bolocco            | Chile              | Michelle Royer         | Texas            | Kristi Addis                                                          | Mississippi                                                           |
| 1986 | Bárbara Palacios           | Venezuela          | Christy Fichtner       | Texas            | Allison Brown                                                         | Oklahoma                                                              |
| 1985 | Deborah Carthy-Deu         | Puerto Rico        | Laura Martinez-Herring | Texas            | Kelly Hu                                                              | Hawaii                                                                |
| 1984 | Yvonne Ryding              | Thụy Điển          | Mai Shanley            | New Mexico       | Cherise Haugen                                                        | Illinois                                                              |
| 1983 | Lorraine Downes            | New Zealand        | Julie Hayek            | California       | Ruth Zakarian                                                         | New York                                                              |
| 1982 | Karen Baldwin              | Canada             | Terri Utley            | Arkansas         | ↑ Không cuộc thi nào được tổ chức (Tổ chức lần đầu tiên vào năm 1983) | ↑ Không cuộc thi nào được tổ chức (Tổ chức lần đầu tiên vào năm 1983) |
| 1981 | Irene Sáez                 | Venezuela          | Kim Seelbrede          | Ohio             | ↑ Không cuộc thi nào được tổ chức (Tổ chức lần đầu tiên vào năm 1983) | ↑ Không cuộc thi nào được tổ chức (Tổ chức lần đầu tiên vào năm 1983) |
| 1980 | Shawn Weatherly            | Hoa Kỳ             | Jineane Ford           | Arizona          | ↑ Không cuộc thi nào được tổ chức (Tổ chức lần đầu tiên vào năm 1983) | ↑ Không cuộc thi nào được tổ chức (Tổ chức lần đầu tiên vào năm 1983) |
| 1979 | Maritza Sayalero           | Venezuela          | Mary Therese Friel     | New York         | ↑ Không cuộc thi nào được tổ chức (Tổ chức lần đầu tiên vào năm 1983) | ↑ Không cuộc thi nào được tổ chức (Tổ chức lần đầu tiên vào năm 1983) |
| 1978 | Margaret Gardiner          | Nam Phi            | Judi Andersen          | Hawaii           | ↑ Không cuộc thi nào được tổ chức (Tổ chức lần đầu tiên vào năm 1983) | ↑ Không cuộc thi nào được tổ chức (Tổ chức lần đầu tiên vào năm 1983) |
| 1977 | Janelle Commissiong        | Trinidad và Tobago | Kimberly Tomes         | Texas            | ↑ Không cuộc thi nào được tổ chức (Tổ chức lần đầu tiên vào năm 1983) | ↑ Không cuộc thi nào được tổ chức (Tổ chức lần đầu tiên vào năm 1983) |
| 1976 | Rina Messinger             | Israel             | Barbara Peterson       | Minnesota        | ↑ Không cuộc thi nào được tổ chức (Tổ chức lần đầu tiên vào năm 1983) | ↑ Không cuộc thi nào được tổ chức (Tổ chức lần đầu tiên vào năm 1983) |
| 1975 | Anne Marie Pohtamo         | Phần Lan           | Summer Bartholomew     | California       | ↑ Không cuộc thi nào được tổ chức (Tổ chức lần đầu tiên vào năm 1983) | ↑ Không cuộc thi nào được tổ chức (Tổ chức lần đầu tiên vào năm 1983) |
| 1974 | Amparo Muñoz               | Tây Ban Nha        | Karen Morrison         | Illinois         | ↑ Không cuộc thi nào được tổ chức (Tổ chức lần đầu tiên vào năm 1983) | ↑ Không cuộc thi nào được tổ chức (Tổ chức lần đầu tiên vào năm 1983) |
| 1973 | Margarita Moran            | Philippines        | Amanda Jones           | Illinois         | ↑ Không cuộc thi nào được tổ chức (Tổ chức lần đầu tiên vào năm 1983) | ↑ Không cuộc thi nào được tổ chức (Tổ chức lần đầu tiên vào năm 1983) |
| 1972 | Kerry Anne Wells           | Úc                 | Tanya Wilson           | Hawaii           | ↑ Không cuộc thi nào được tổ chức (Tổ chức lần đầu tiên vào năm 1983) | ↑ Không cuộc thi nào được tổ chức (Tổ chức lần đầu tiên vào năm 1983) |
| 1971 | Georgina Rizk              | Lebanon            | Michele McDonald       | Pennsylvania     | ↑ Không cuộc thi nào được tổ chức (Tổ chức lần đầu tiên vào năm 1983) | ↑ Không cuộc thi nào được tổ chức (Tổ chức lần đầu tiên vào năm 1983) |
| 1970 | Marisol Malaret            | Puerto Rico        | Deborah Shelton        | Virginia         | ↑ Không cuộc thi nào được tổ chức (Tổ chức lần đầu tiên vào năm 1983) | ↑ Không cuộc thi nào được tổ chức (Tổ chức lần đầu tiên vào năm 1983) |
| 1969 | Gloria Diaz                | Philippines        | Wendy Dascomb          | Virginia         | ↑ Không cuộc thi nào được tổ chức (Tổ chức lần đầu tiên vào năm 1983) | ↑ Không cuộc thi nào được tổ chức (Tổ chức lần đầu tiên vào năm 1983) |
| 1968 | Martha Vasconcellos        | Brazil             | Dorothy Anstett        | Washington       | ↑ Không cuộc thi nào được tổ chức (Tổ chức lần đầu tiên vào năm 1983) | ↑ Không cuộc thi nào được tổ chức (Tổ chức lần đầu tiên vào năm 1983) |
| 1967 | Sylvia Hitchcock           | Hoa Kỳ             | Cheryl Ann Patton      | Florida          | ↑ Không cuộc thi nào được tổ chức (Tổ chức lần đầu tiên vào năm 1983) | ↑ Không cuộc thi nào được tổ chức (Tổ chức lần đầu tiên vào năm 1983) |
| 1966 | Margareta Arvidsson        | Thụy Điển          | Maria Remenyi          | California       | ↑ Không cuộc thi nào được tổ chức (Tổ chức lần đầu tiên vào năm 1983) | ↑ Không cuộc thi nào được tổ chức (Tổ chức lần đầu tiên vào năm 1983) |
| 1965 | Apasra Hongsakula          | Thái Lan           | Sue Downey             | Ohio             | ↑ Không cuộc thi nào được tổ chức (Tổ chức lần đầu tiên vào năm 1983) | ↑ Không cuộc thi nào được tổ chức (Tổ chức lần đầu tiên vào năm 1983) |
| 1964 | Corinna Tsopei             | Hy Lạp             | Bobbi Johnson          | Đặc khu Columbia | ↑ Không cuộc thi nào được tổ chức (Tổ chức lần đầu tiên vào năm 1983) | ↑ Không cuộc thi nào được tổ chức (Tổ chức lần đầu tiên vào năm 1983) |
| 1963 | Iêda Maria Vargas          | Brazil             | Marite Ozers           | Illinois         | ↑ Không cuộc thi nào được tổ chức (Tổ chức lần đầu tiên vào năm 1983) | ↑ Không cuộc thi nào được tổ chức (Tổ chức lần đầu tiên vào năm 1983) |
| 1962 | Norma Nolan                | Argentina          | Macel Leilani Wilson   | Hawaii           | ↑ Không cuộc thi nào được tổ chức (Tổ chức lần đầu tiên vào năm 1983) | ↑ Không cuộc thi nào được tổ chức (Tổ chức lần đầu tiên vào năm 1983) |
| 1961 | Marlene Schmidt            | Đức                | Sharon Brown           | Louisiana        | ↑ Không cuộc thi nào được tổ chức (Tổ chức lần đầu tiên vào năm 1983) | ↑ Không cuộc thi nào được tổ chức (Tổ chức lần đầu tiên vào năm 1983) |
| 1960 | Linda Bement               | Hoa Kỳ             | Linda Bement           | Utah             | ↑ Không cuộc thi nào được tổ chức (Tổ chức lần đầu tiên vào năm 1983) | ↑ Không cuộc thi nào được tổ chức (Tổ chức lần đầu tiên vào năm 1983) |
| 1959 | Akiko Kojima               | Nhật Bản           | Terry Huntingdon       | California       | ↑ Không cuộc thi nào được tổ chức (Tổ chức lần đầu tiên vào năm 1983) | ↑ Không cuộc thi nào được tổ chức (Tổ chức lần đầu tiên vào năm 1983) |
| 1958 | Luz Marina Zuluaga         | Colombia           | Arlene Howell          | Louisiana        | ↑ Không cuộc thi nào được tổ chức (Tổ chức lần đầu tiên vào năm 1983) | ↑ Không cuộc thi nào được tổ chức (Tổ chức lần đầu tiên vào năm 1983) |
| 1957 | Gladys Zender              | Peru               | Charlotte Sheffield    | Utah             | ↑ Không cuộc thi nào được tổ chức (Tổ chức lần đầu tiên vào năm 1983) | ↑ Không cuộc thi nào được tổ chức (Tổ chức lần đầu tiên vào năm 1983) |
| 1957 | Gladys Zender              | Peru               | Mary Leona Gage        | Maryland         | ↑ Không cuộc thi nào được tổ chức (Tổ chức lần đầu tiên vào năm 1983) | ↑ Không cuộc thi nào được tổ chức (Tổ chức lần đầu tiên vào năm 1983) |
| 1956 | Carol Morris               | Hoa Kỳ             | Carol Morris           | Iowa             | ↑ Không cuộc thi nào được tổ chức (Tổ chức lần đầu tiên vào năm 1983) | ↑ Không cuộc thi nào được tổ chức (Tổ chức lần đầu tiên vào năm 1983) |
| 1955 | Hillevi Rombin             | Thụy Điển          | Carlene Johnson        | Vermont          | ↑ Không cuộc thi nào được tổ chức (Tổ chức lần đầu tiên vào năm 1983) | ↑ Không cuộc thi nào được tổ chức (Tổ chức lần đầu tiên vào năm 1983) |
| 1954 | Miriam Stevenson           | Hoa Kỳ             | Miriam Stevenson       | Nam Carolina     | ↑ Không cuộc thi nào được tổ chức (Tổ chức lần đầu tiên vào năm 1983) | ↑ Không cuộc thi nào được tổ chức (Tổ chức lần đầu tiên vào năm 1983) |
| 1953 | Christiane Martel          | Pháp               | Myrna Hansen           | Illinois         | ↑ Không cuộc thi nào được tổ chức (Tổ chức lần đầu tiên vào năm 1983) | ↑ Không cuộc thi nào được tổ chức (Tổ chức lần đầu tiên vào năm 1983) |
| 1952 | Armi Kuusela               | Phần Lan           | Jackie Loughery        | New York         | ↑ Không cuộc thi nào được tổ chức (Tổ chức lần đầu tiên vào năm 1983) | ↑ Không cuộc thi nào được tổ chức (Tổ chức lần đầu tiên vào năm 1983) |

Notes
1. 1 2 3 4  Từ năm 2021 đến năm 2022, những người đăng quang Hoa hậu Mỹ và Hoa hậu Tuổi Teen Mỹ thuộc một tổ chức riêng biệt nhưng không liên kết với Hoa hậu Hoàn vũ vào thời điểm đăng quang.

### Bộ sưu tập ảnh

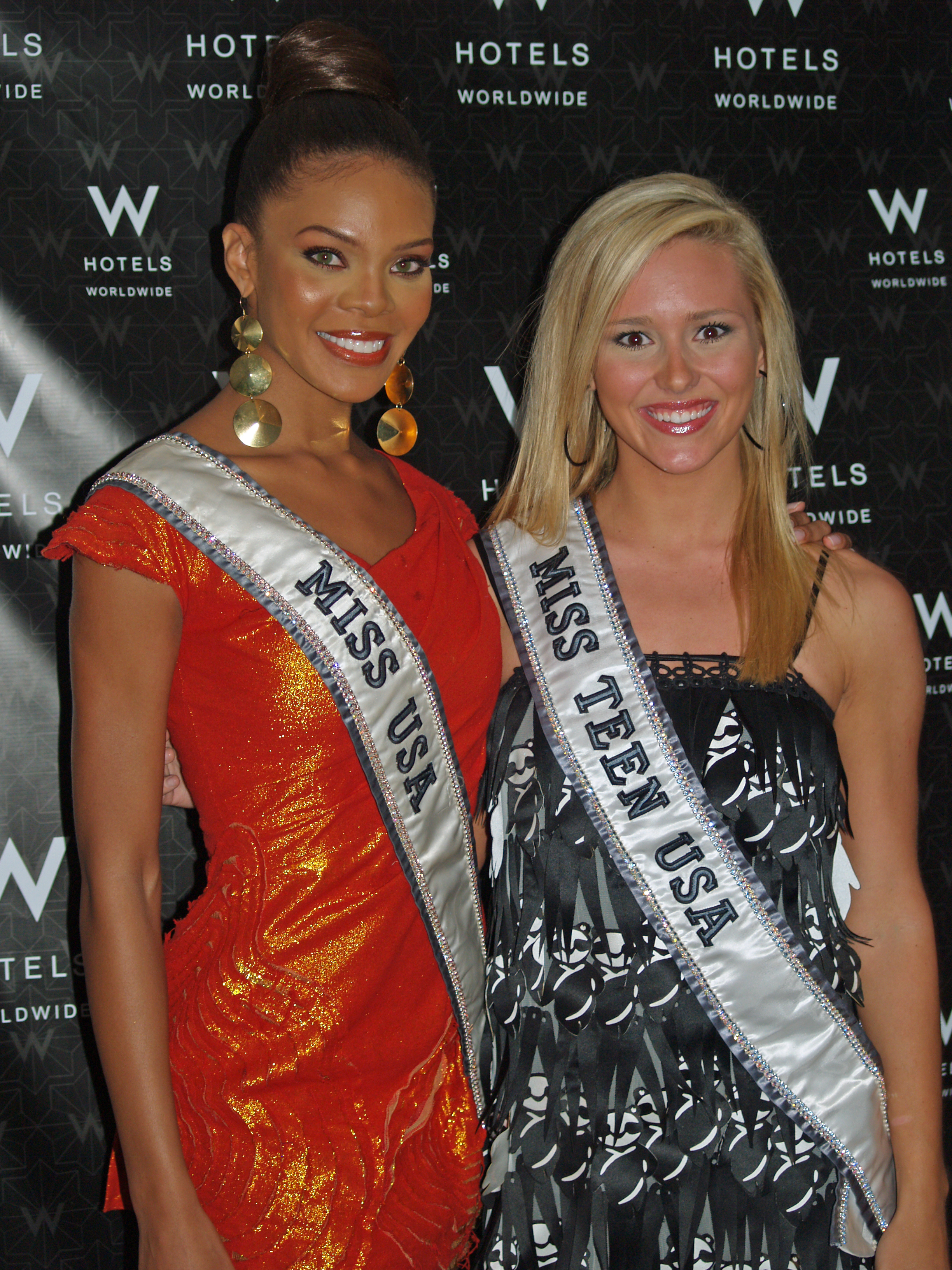
Crystle Stewart, Hoa hậu Mỹ 2008 và Stevi Perry, Hoa hậu Tuổi Teen Mỹ 2008
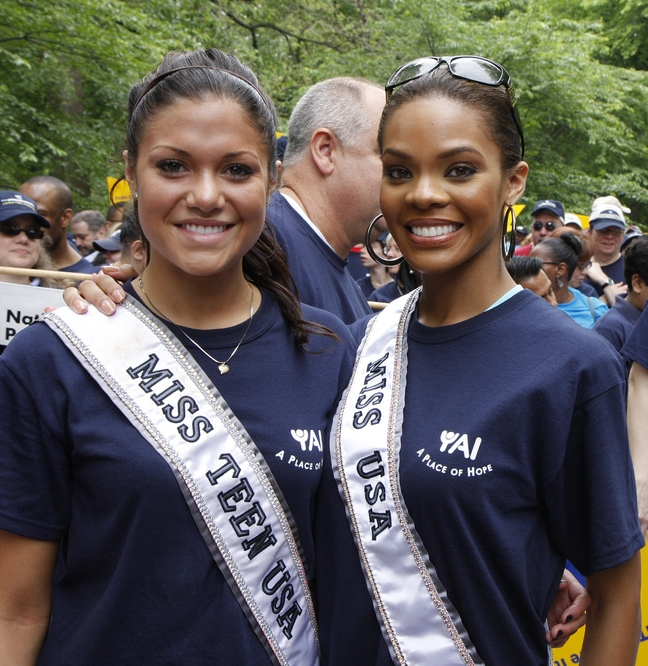
Hilary Cruz, Hoa hậu Tuổi Teen Mỹ 2007 và Crystle Stewart, Hoa hậu Mỹ 2008
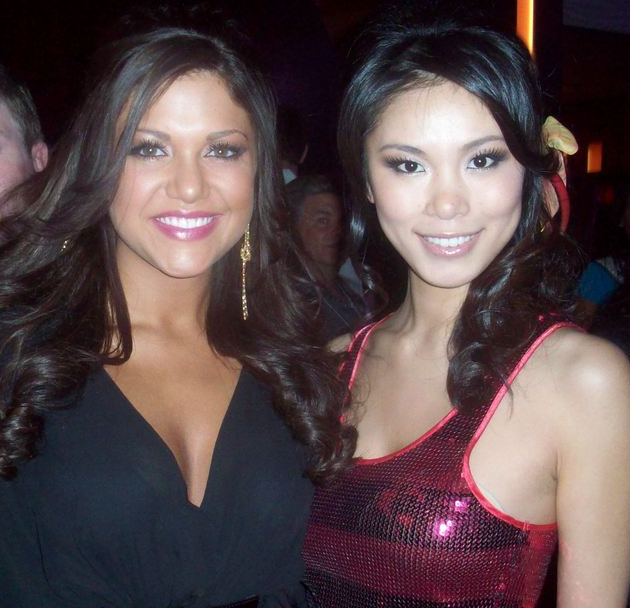
Hilary Cruz, Hoa hậu Tuổi Teen Mỹ 2007 và Riyo Mori, Hoa hậu Hoàn vũ 2007 tham dự sự kiện "Fashion Rocks the Universe" trước cuộc thi Hoa hậu Mỹ 2008
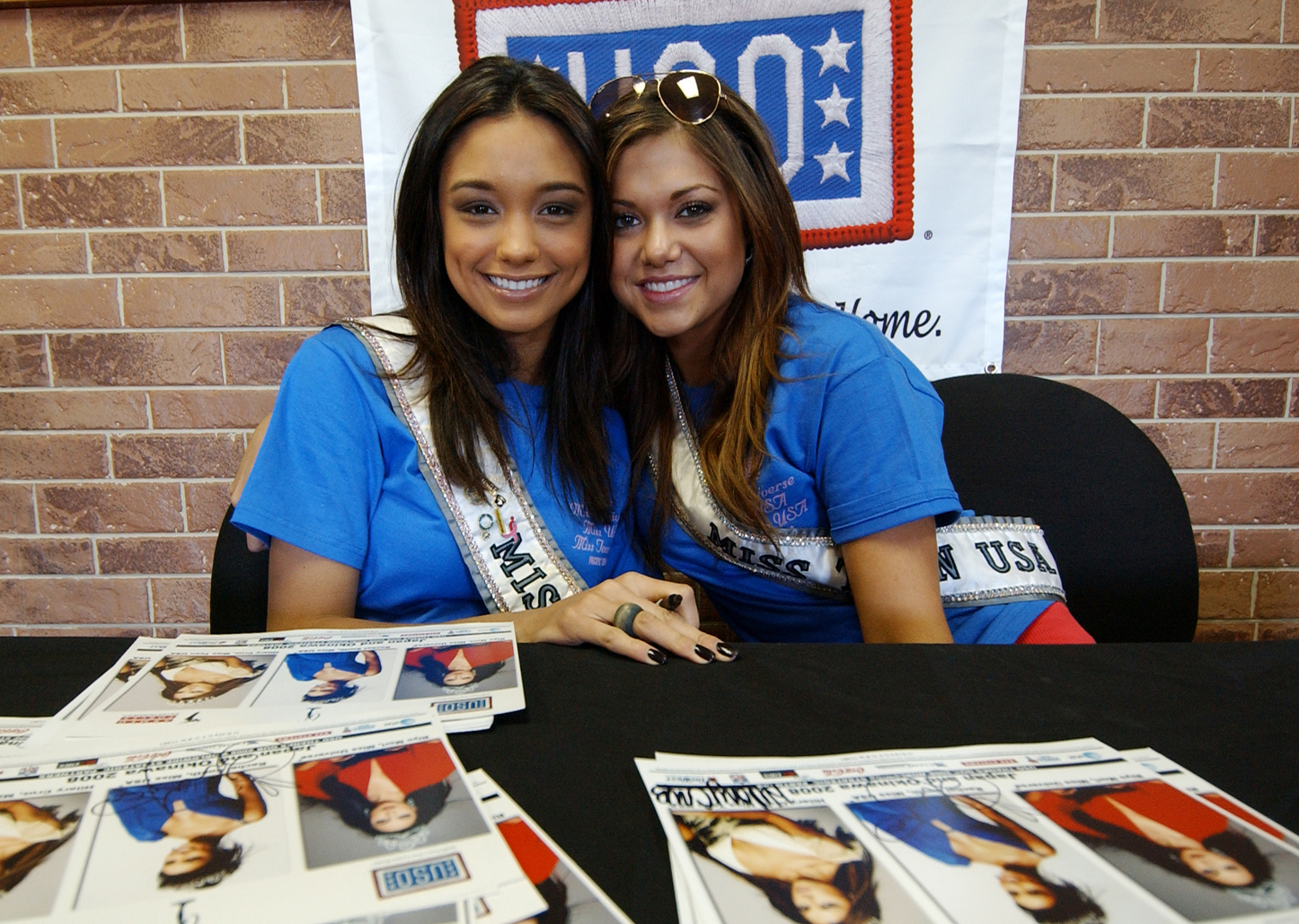
Rachel Smith, Hoa hậu Mỹ 2007 và Hilary Cruz, Hoa hậu Tuổi Teen Mỹ 2007 ký tên trong thời gian Mỹ thăm các căn cứ quân sự của Nhật Bản
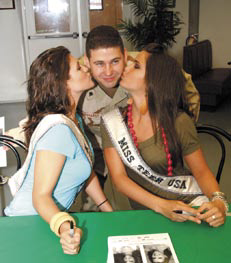
Chelsea Cooley, Hoa hậu Mỹ 2005 và Shelley Hennig, Hoa hậu Tuổi Teen Mỹ 2004 ở vịnh Guantanamo.

## Danh sách đại diện Việt Nam
Chú thích
- Chiến thắng
- Á hậu/Top 5/6
- Lọt vào chung kết hoặc bán kết

| Năm  | Nơi tổ chức | Đại diện của Việt Nam  | Tuổi | Chiều cao               | Quê quán              | Danh hiệu                        | Thứ hạng | Giải thưởng phụ                                   |
| ---- | ----------- | ---------------------- | ---- | ----------------------- | --------------------- | -------------------------------- | -------- | ------------------------------------------------- |
| 2004 | Ecuador     | Hoàng Khánh Ngọc       | 19   | 1,81 m (5 ft 11+1⁄2 in) | Hải Dương             | Giải Vàng Siêu mẫu Việt Nam 2004 | Không    | Nữ hoàng sàn diễn                                 |
| 2005 | Thái Lan    | Phạm Thu Hằng          | 20   | 1,77 m (5 ft 9+1⁄2 in)  | Hà Nội                | Hoa khôi Hà Nội 2005             | Không    | Không                                             |
| 2008 | Việt Nam    | Nguyễn Thùy Lâm        | 21   | 1,70 m (5 ft 7 in)      | Thái Bình             | Hoa hậu Hoàn vũ Việt Nam 2008    | Top 15   | Top 5 Duyên dáng Áo dài Top 10 Trang phục Dân tộc |
| 2009 | Bahamas     | Võ Hoàng Yến           | 21   | 1,79 m (5 ft 10+1⁄2 in) | Thành phố Hồ Chí Minh | Á hậu Hoàn vũ Việt Nam 2008      | Không    | Không                                             |
| 2011 | Brazil      | Vũ Thị Hoàng My        | 22   | 1,71 m (5 ft 7+1⁄2 in)  | Đồng Nai              | Á hậu Việt Nam 2010              | Không    | Không                                             |
| 2012 | Hoa Kỳ      | Lưu Thị Diễm Hương     | 22   | 1,75 m (5 ft 9 in)      | Thành phố Hồ Chí Minh | Hoa hậu Thế giới người Việt 2010 | Không    | Không                                             |
| 2013 | Nga         | Trương Thị May         | 25   | 1,73 m (5 ft 8 in)      | Phnom Penh            | Á hậu Các dân tộc Việt Nam 2007  | Không    | Không                                             |
| 2015 | Hoa Kỳ      | Phạm Thị Hương         | 24   | 1,74 m (5 ft 8+1⁄2 in)  | Hải Phòng             | Hoa hậu Hoàn vũ Việt Nam 2015    | Không    | Không                                             |
| 2016 | Philippines | Đặng Thị Lệ Hằng       | 23   | 1,74 m (5 ft 8+1⁄2 in)  | Đà Nẵng               | Á hậu Hoàn vũ Việt Nam 2015      | Không    | Không                                             |
| 2017 | Hoa Kỳ      | Nguyễn Thị Loan        | 27   | 1,75 m (5 ft 9 in)      | Thái Bình             | Á hậu Các dân tộc Việt Nam 2013  | Không    | Không                                             |
| 2018 | Thái Lan    | H'Hen Niê              | 26   | 1,72 m (5 ft 7+1⁄2 in)  | Đắk Lắk               | Hoa hậu Hoàn vũ Việt Nam 2017    | Top 5    | Không                                             |
| 2019 | Hoa Kỳ      | Hoàng Thị Thùy         | 27   | 1,77 m (5 ft 9+1⁄2 in)  | Thanh Hóa             | Á hậu Hoàn vũ Việt Nam 2017      | Top 20   | Không                                             |
| 2020 | Hoa Kỳ      | Nguyễn Trần Khánh Vân  | 25   | 1,75 m (5 ft 9 in)      | Thành phố Hồ Chí Minh | Hoa hậu Hoàn vũ Việt Nam 2019    | Top 21   | Người đẹp được yêu thích nhất                     |
| 2021 | Israel      | Nguyễn Huỳnh Kim Duyên | 26   | 1,73 m (5 ft 8 in)      | Cần Thơ               | Á hậu Hoàn vũ Việt Nam 2019      | Top 16   | Người đẹp được yêu thích nhất                     |
| 2022 | Hoa Kỳ      | Nguyễn Thị Ngọc Châu   | 28   | 1,74 m (5 ft 8+1⁄2 in)  | Tây Ninh              | Hoa hậu Hoàn vũ Việt Nam 2022    | Không    | Swimsuit Cape Vote                                |
| 2023 | El Salvador | Bùi Quỳnh Hoa          | 25   | 1,75 m (5 ft 9 in)      | Hà Nội                | Miss Universe Vietnam 2023       | Không    | Không                                             |
| 2024 | Mexico      | Nguyễn Cao Kỳ Duyên    | 28   | 1,76 m (5 ft 9+1⁄2 in)  | Nam Định              | Miss Universe Vietnam 2024       | Top 30   | Top 3 Trang phục dân tộc đẹp nhất                 |
| 2025 | Thái Lan    |                        |      |                         |                       | Miss Universe Vietnam 2025       |          |                                                   |